# Jean-Léon Gérôme
Jean-Léon Gérôme (Vesoul, 11 maggio 1824 – Parigi, 28 gennaio 1904) è stato un pittore e scultore francese.
Si oppose al movimento impressionista iniziato da Monet e Manet continuando a sviluppare e conservare il neoclassicismo francese. Le sue opere sono principalmente di tema storico, mitologico e orientalistico, portando la tradizione dell'Impero francese ad un climax.

## Biografia

### Primi anni

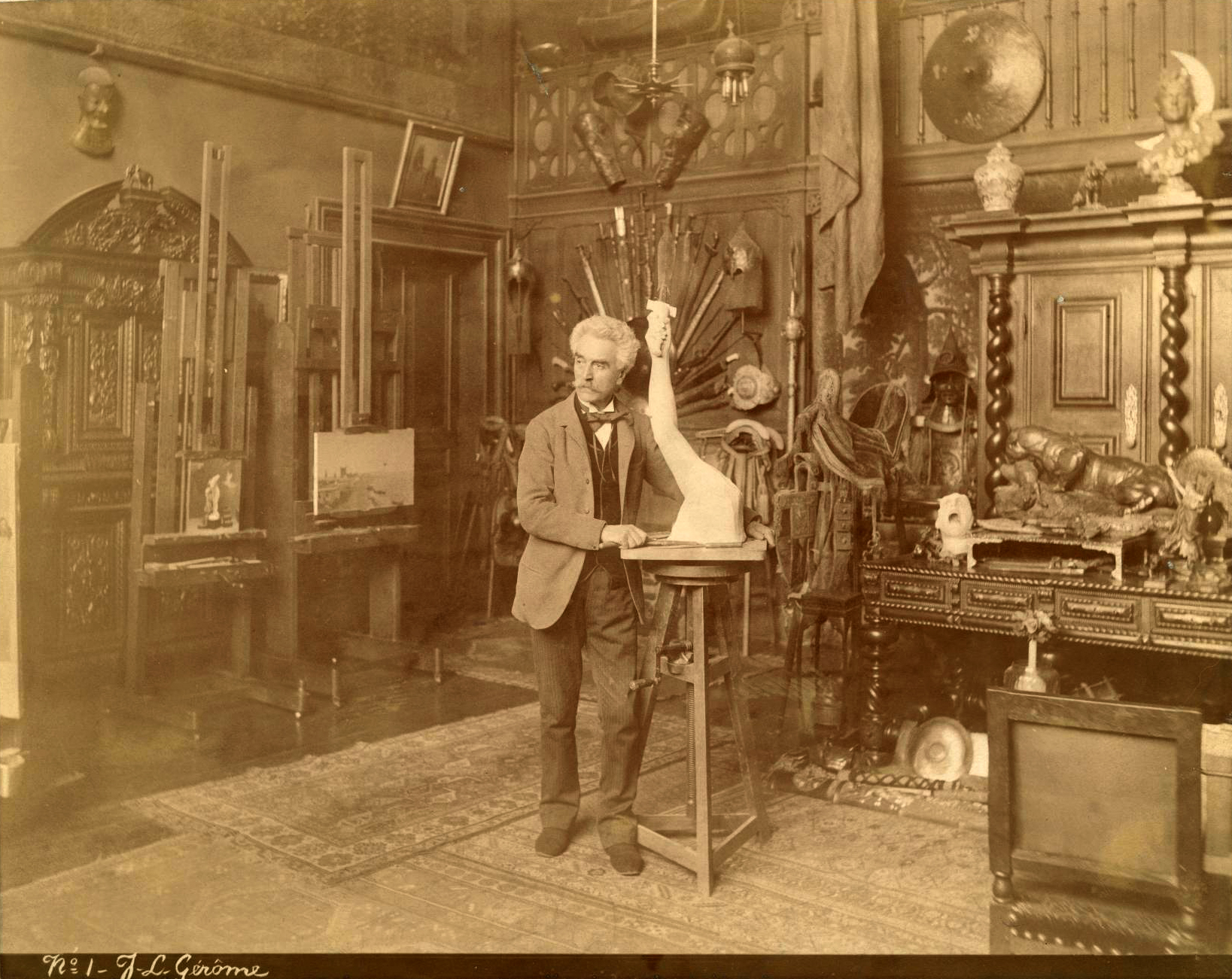
Jean-Léon Gérôme nel suo studio.

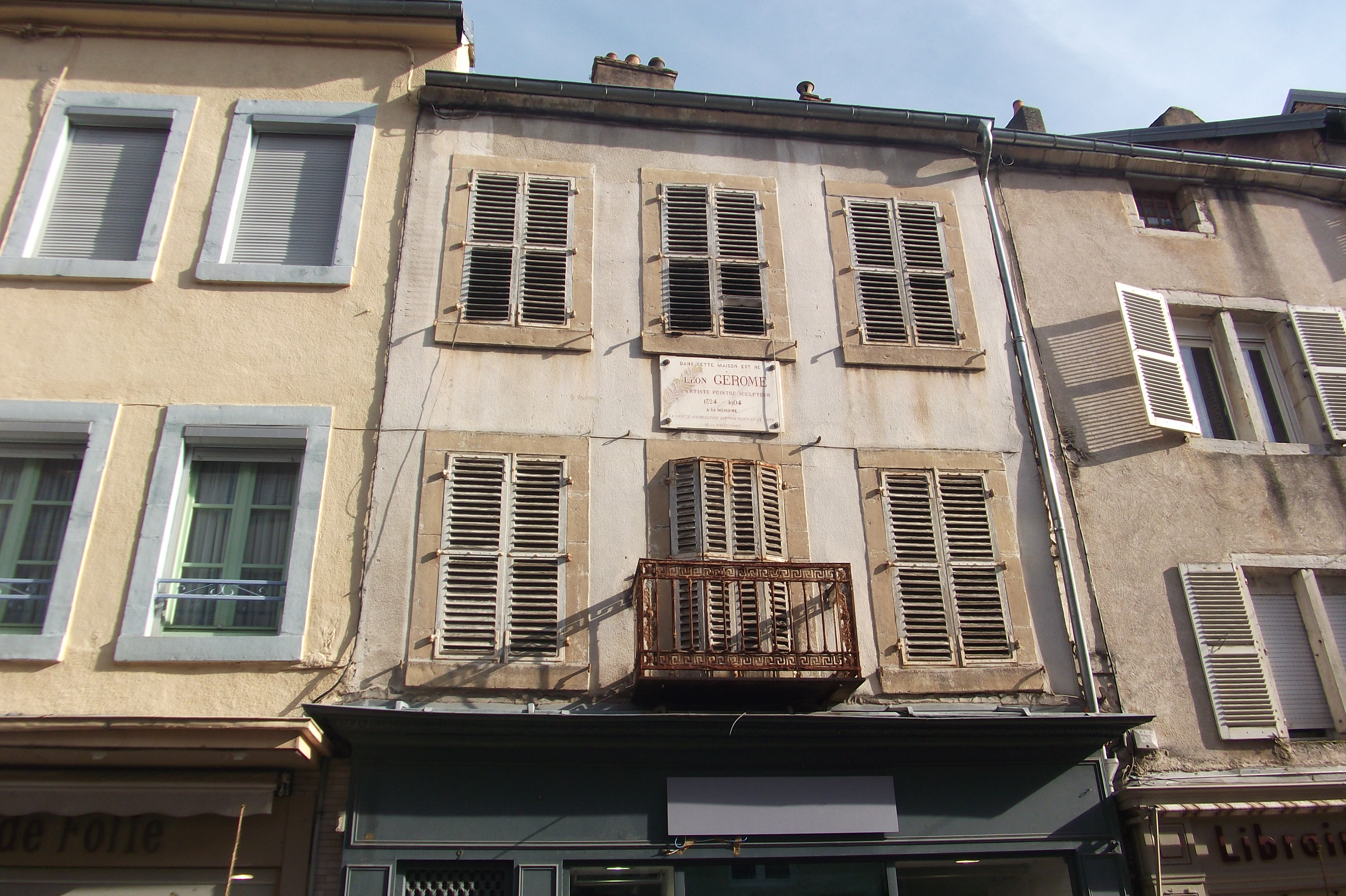
La casa natale dell'artista a Vesoul

Nacque l'11 maggio del 1824 presso rue d'Alsace-Lorraine, a Vesoul, il capoluogo del dipartimento dell'Alta Saona. Suo padre, Pierre Gérôme, era un orafo, mentre la madre, Mélanie Vuillemot, era la figlia di un commerciante. I genitori di Jean-Léon avevano entrambi 23 anni alla sua nascita. Da giovane Gérôme studiò in un collegio di Vesoul, oggi intitolato proprio a lui, dove iniziò a mostrare i suoi talenti naturali per il disegno.

### Carriera di pittore

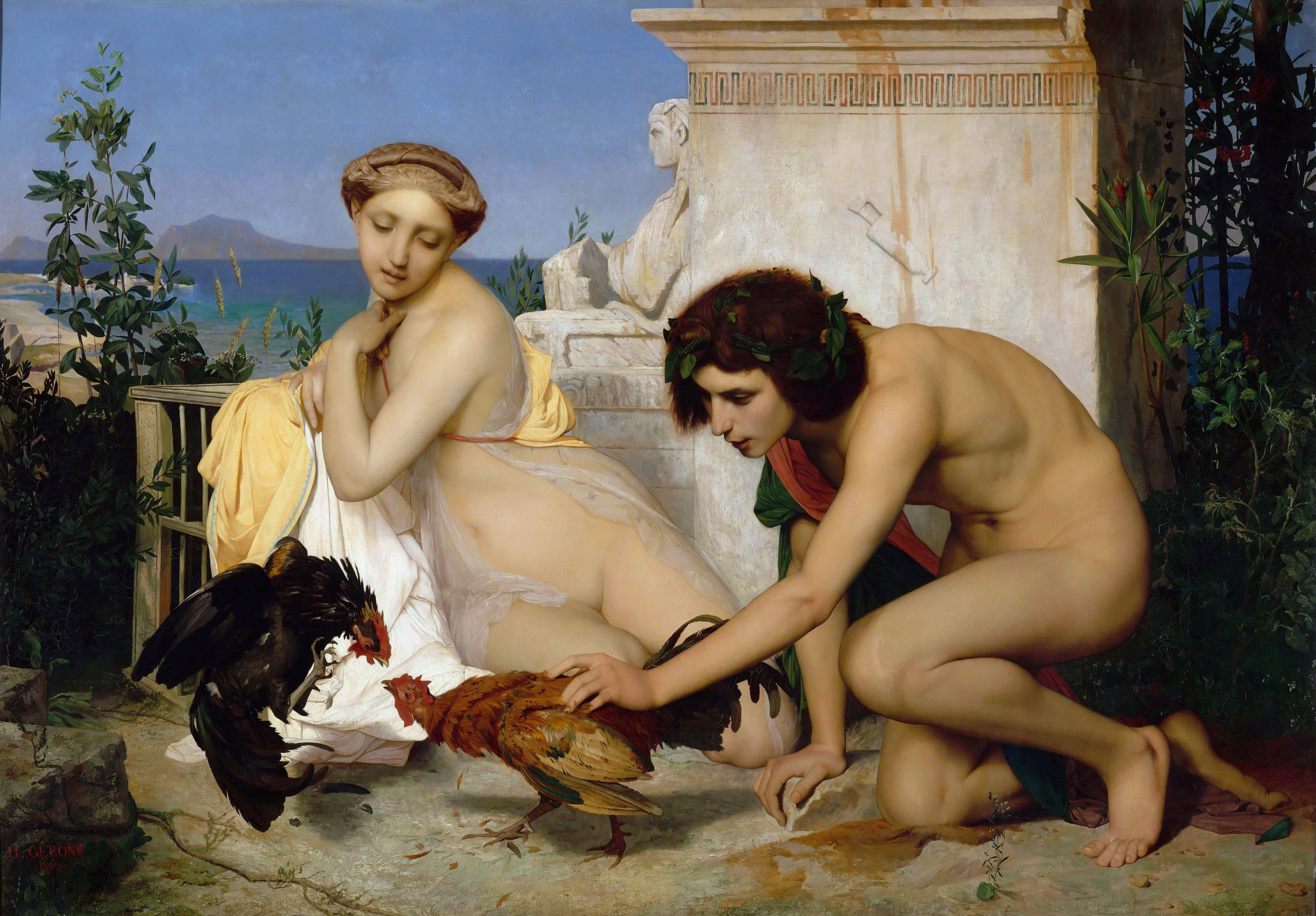
Combattimento di galli (1846)

Nel 1841, Gérôme si trasferì a Parigi per frequentare l'Académie Julian, dove studiò con Paul Delaroche, che lo accompagnò in Italia nel 1844-1845. Al suo ritorno seguì, come altri allievi di Delaroche, i corsi dell'atelier di Charles Gleyre. Nel Salon del 1847 espose l'opera Combattimento fra galli con la quale si guadagnò la medaglia di terza classe. Questo lavoro fu visto come una summa del movimento neoclassico formatosi fuori dall'atelier di Delaroche e fu difeso dal critico francese Théophile Gautier. La Vierge, L'enfant Jésus et St-Jean e Anacreonte, Bacco e Amore si guadagnarono la medaglia di seconda classe nel 1848. Espose Bacco e Cupido ubriachi, Interno greco e Souvenir d'Italie, nel 1851; Vue de Paestum nel 1852 e Idylle nel 1853.
Gérôme partecipò all'Esposizione universale del 1855 con Pifferaro, Gardeur de troupeaux, Concert russe e una grande tela rappresentante Il secolo di Augusto. Nel 1854 Gérôme iniziò un viaggio in Turchia e lungo le sponde del Danubio e nel 1857 visitò l'Egitto, realizzando molti disegni nei suoi quaderni.

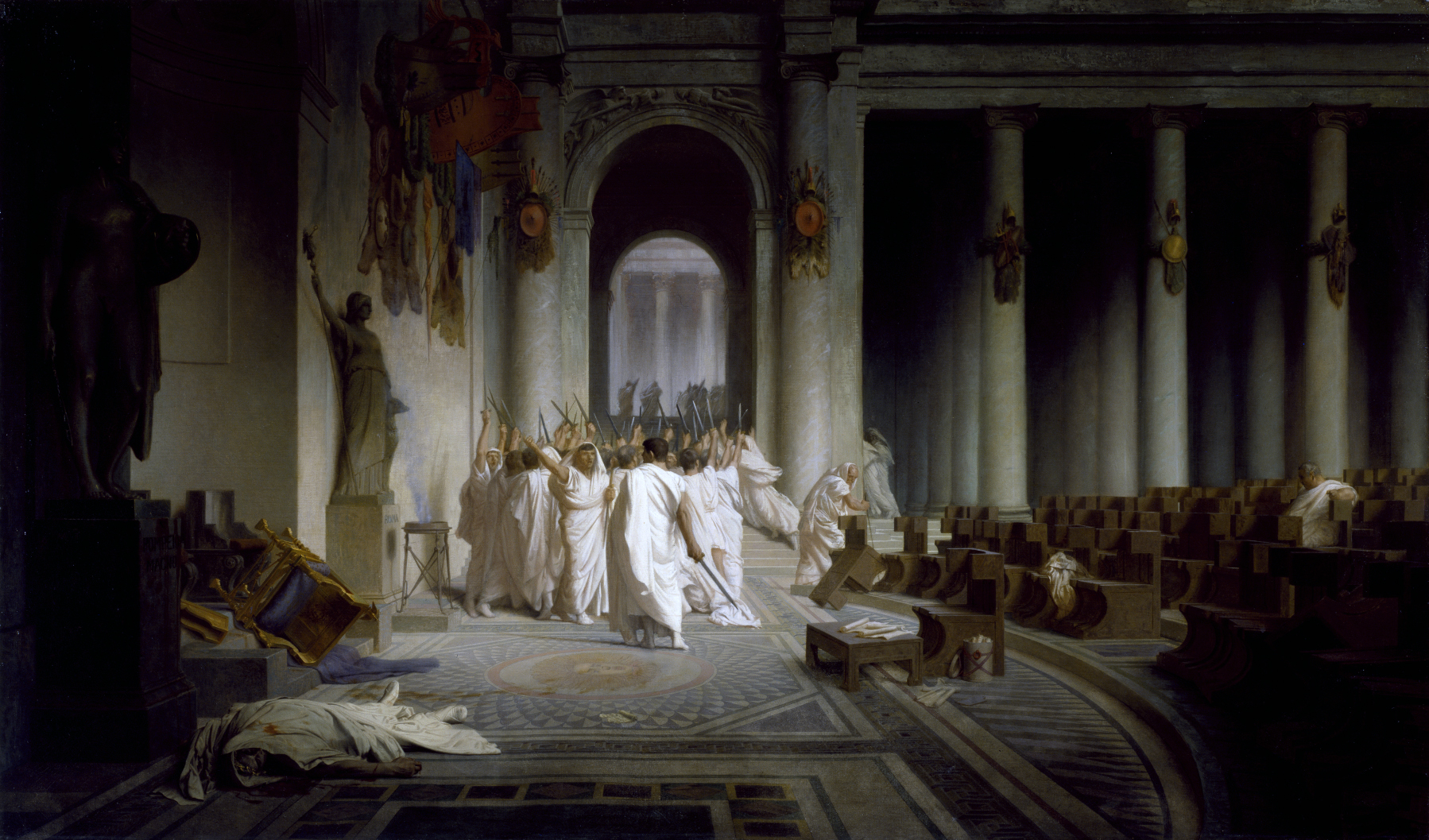
La morte di Cesare (1859-1867)

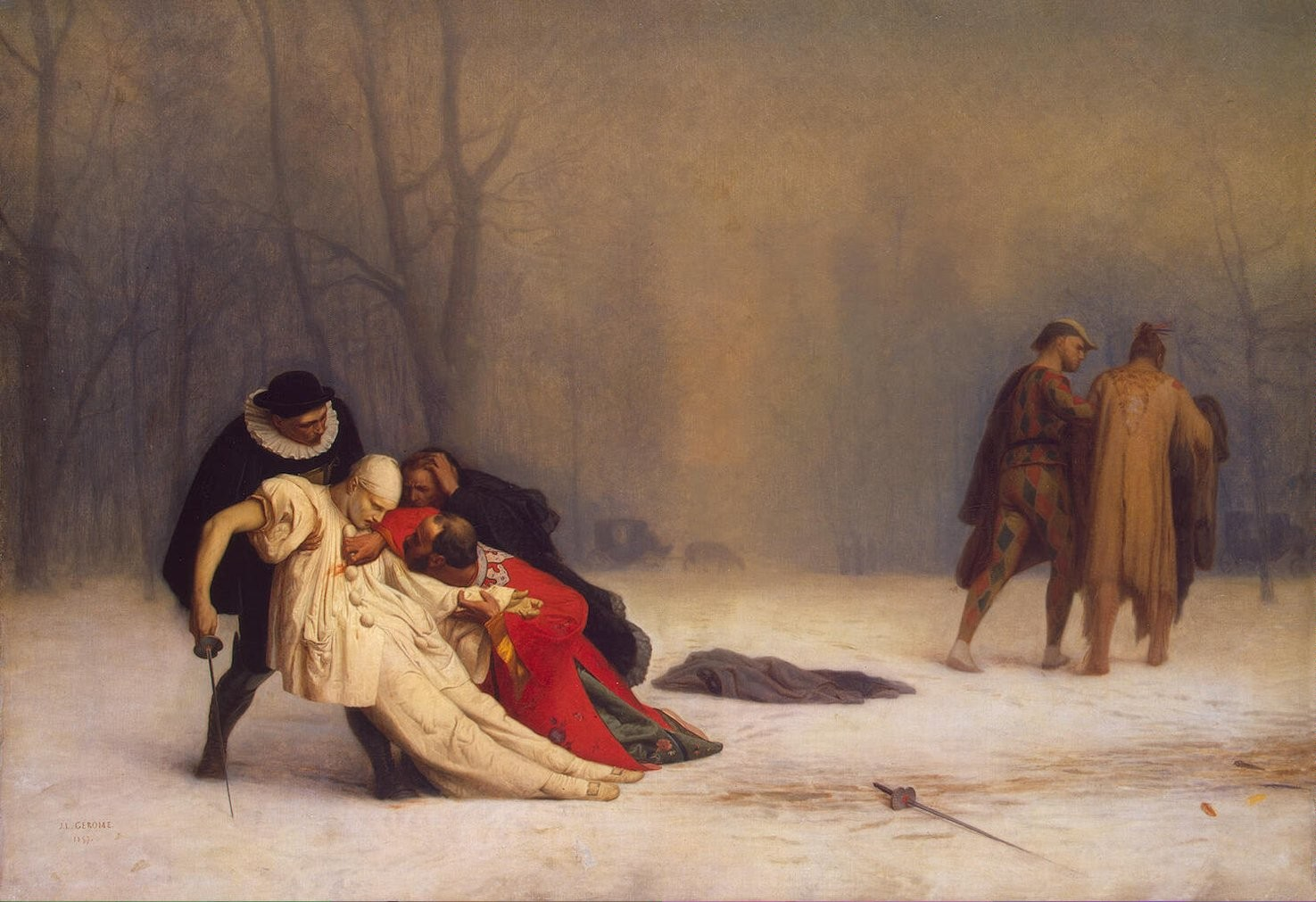
Duello dopo il ballo in maschera (1857)

La fama di Gérôme aumentò molto dopo il Salon del 1857, per una serie di lavori che trattavano temi molto più popolari: L'uscita dal ballo in maschera (del quale esistono tre versioni), Le Duel de Pierrot, Le reclute egiziane attraversano il deserto, Memnone e Sesostri e Camelli all'abbeveratoio, il disegno che fu criticato da Edmond About.
Ne La morte di Cesare del 1859 Gérôme provò a riprendere un tema più austero, ma il dipinto deluse le aspettative del pubblico. Poi Frine davanti all'Areopago, Re Candaule e Socrate trova Alcibiade nella casa di Aspasia nel 1861 fecero scandalo per colpa dei soggetti scelti e il suo lavoro fu demolito dalle aspre critiche di Paul de Saint-Victor e Maxime Du Camp. Nel Salon di quell'anno esibì Le Hache-paille égyptien, e Rembrandt faisant mordre une planche à l'eau-forte, due opere lavorate davvero molto finemente. Tra le opere migliori dell'artista spiccano quelle orientaliste, spesso basate su soggetti egiziani o ottomani.
In quel periodo Gérôme dipinse numerose scene storiche come Luigi XIV e Molière (1863), L'Imperatore che riceve gli ambasciatori siamesi a Fontainebleau (1865) e L'esecuzione del maresciallo Ney (1868), che venne esposto al Salone del 1868. Quando venne chiesto a Gérôme di rimuovere l’opera a nome dei discendenti di Ney, egli si rifiutò di farlo. L’accoglienza generale fu molto mista e il Salone del 1868 segnò l’inizio di una divisione duratura tra Gérôme e molti critici d’arte francesi, i quali lo accusarono, tra le altre cose, di “portare la politica nell’arte”. Dal 1862 le sue tele conobbero una maggiore diffusione, soprattutto grazie al suo matrimonio con Marie Goupil, la figlia di Adolphe Goupil, un editore d'arte rinomato. Dal matrimonio con Marie nasceranno: Suzanne (1863-1914), che sposerà il mercante d'arte Étienne Boussod; Suzanne-Mélanie (1867-1941), che sposerà il pittore Aimé Morot; Juliette (1875-1907), che sposerà l'editore Pierre Masson; Blanche-Valentine (1878-1918); Jean (1864-1891).

### Carriera di scultore

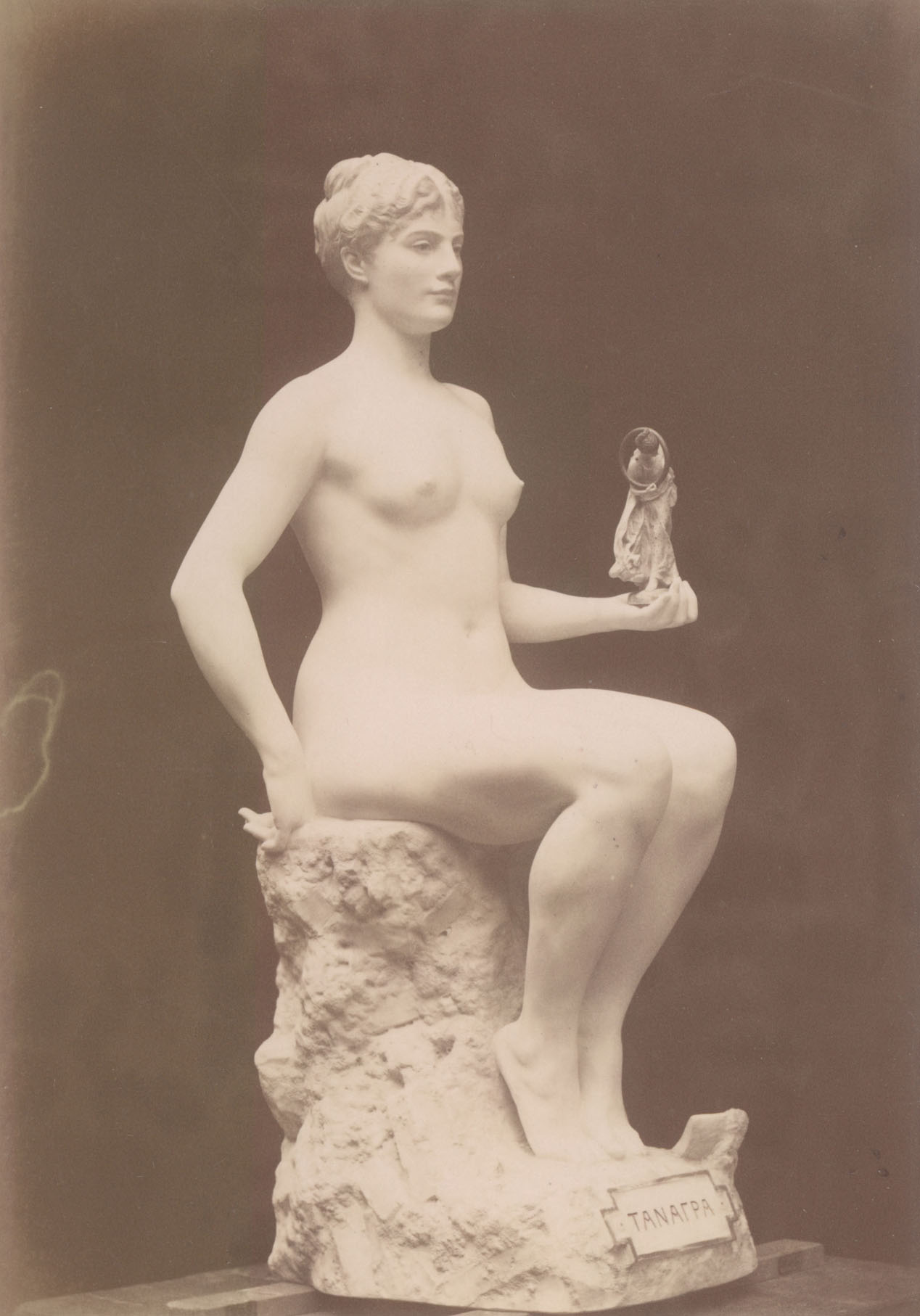
Tanagra (1890)

Gérôme fu ugualmente un abile scultore. Egli cominciò la sua carriera ufficiale di scultore all'esposizione universale del 1878 con il gruppo Les Gladiateurs, ispirato al gruppo centrale del suo dipinto Pollice Verso del 1872: è il primo esempio di alternanza tra le sue opere pittoriche e scultoree. Rétiaire e Sagittaire sono due eccellenti statue. I gruppi Anacreonte, Bacco e Amore, e le statue Onfale (1887), Bellona (1892) (queste sculture, in avorio, metallo e pietre preziose, furono esposte alla Royal Academy of Arts e attirarono molto l'attenzione) e Tanagra sono opere assai notevoli. Egli realizzò anche una serie di sculture di conquistatori, lavorati con oro, argento e gemme: Bonaparte che entra al Cairo (1897), Tamerlano (1898) e Federico il Grande (1899). Scolpì inoltre la statua di Enrico d'Orléans che si trova davanti al castello di Chantilly (1899).

### Ultimi anni

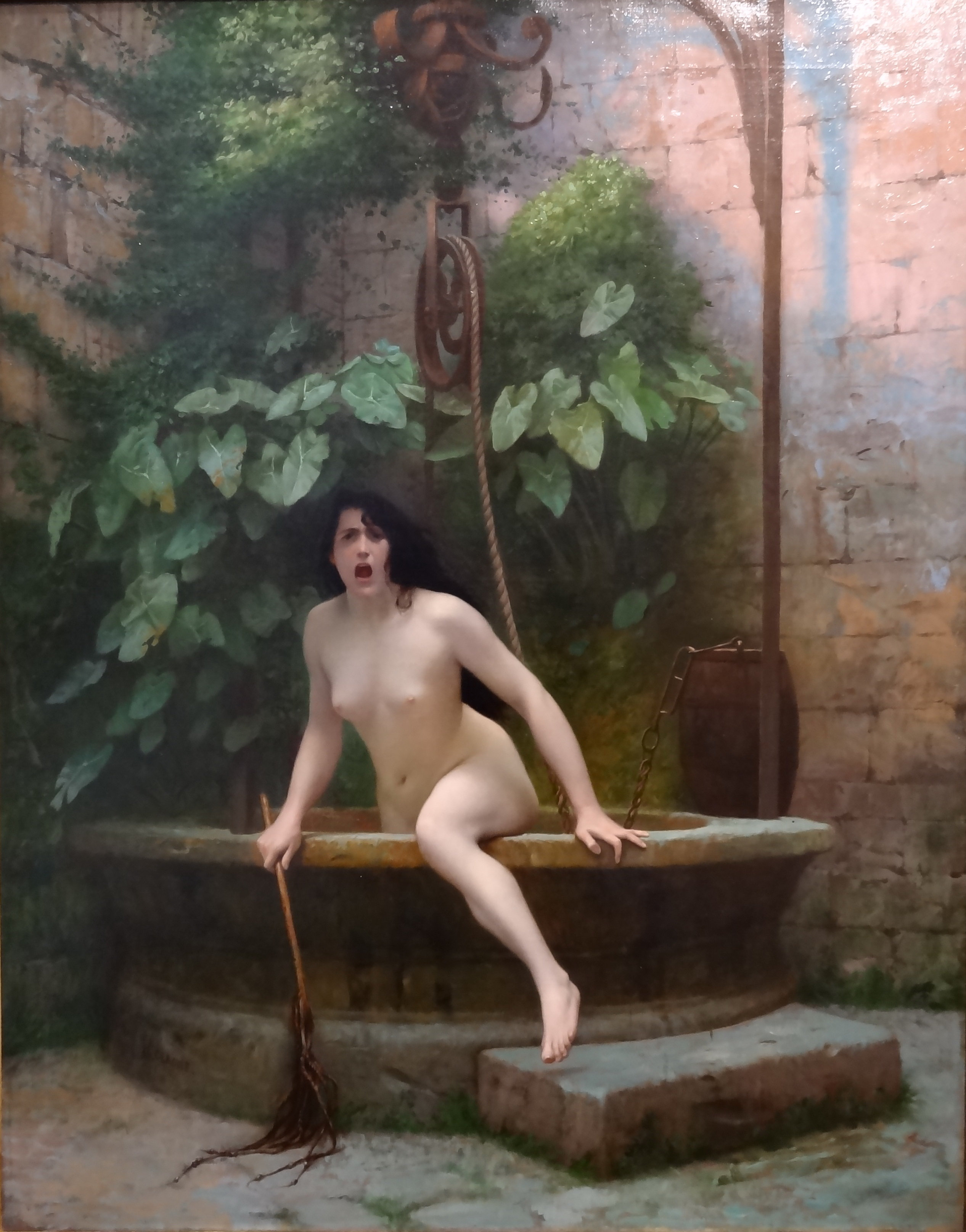
La verità che esce dal pozzo (1896)

Nel 1864 Jean-Léon Gérôme diventò professore nell'École nationale supérieure des beaux-arts e fu eletto membro del Istituto di Francia nel 1865. Nel 1869 egli divenne un membro onorario dell'Accademia reale britannica ed un membro dell'Ordine dell'Aquila rossa. Insieme ad altri celebri artisti francesi, Gérôme fu invitato da Isma'il Pascià all'inaugurazione del canale di Suez, nel 1869. Nel 1893 i membri della Société des Peintres Orientalistes Français (Società dei pittori orientalisti francesi) elessero Gérôme a loro presidente onorario. Negli ultimi anni della sua vita Jean-Léon Gérôme continuò a dipingere, realizzando opere come Pigmalione e Galatea del 1890 (del quale esistono due versioni) e La verità che esce dal pozzo del 1896: quest'ultima opera venne esposta al Salon du Champ de Mars di quell'anno.
Gérôme fu anche il maestro di molti pittori, tra i quali i francesi Jules Ernest Renoux, Julie Feurgard, Jean Alfred Marioton, Léon Glaize e William Albert Ablett, il polacco Eugeniusz Zak, l'italiano Giuseppe De Nittis e gli americani Mary Cassat e Abbott Handerson Thayer. Fu anche amico del pittore Charles Jalabert che aiutò presentandogli l'editore Goupil, e di Louis Frédéric Schützenberger.
Jean-Léon Gérôme morì nel suo appartamento nel IX arrondissement di Parigi il 10 gennaio 1904, all’età di settantanove anni, e fu sepolto nel Cimitero di Montmartre, accanto alla statua La Douleur, “Il dolore”, che egli aveva fuso nel bronzo dopo la morte del figlio Jean nel 1891. Su sua richiesta, egli venne sepolto con una cerimonia umile, ma alla messa funebre celebrata in sua memoria parteciparono vari politici importanti.
Divergente dall'arte contemporanea degli impressionisti, anche Charles Baudelaire ebbe a scrivere dell'arte accademica di Jean-Léon Gérôme che, secondo il poeta francese, sostituisce il divertimento di una pagina erudita al godimento della pura pittura. Le frasi ironiche di Baudelaire sono riportate in un articolo di Marcos Uzai a proposito del regista Ridley Scott, grande ammiratore di Gérôme che cita abbondantemente in Gladiator e in Napoleon, dove troviamo una fedele riproduzione dell'opera Bonaparte davanti alla Sfinge.

## Opere

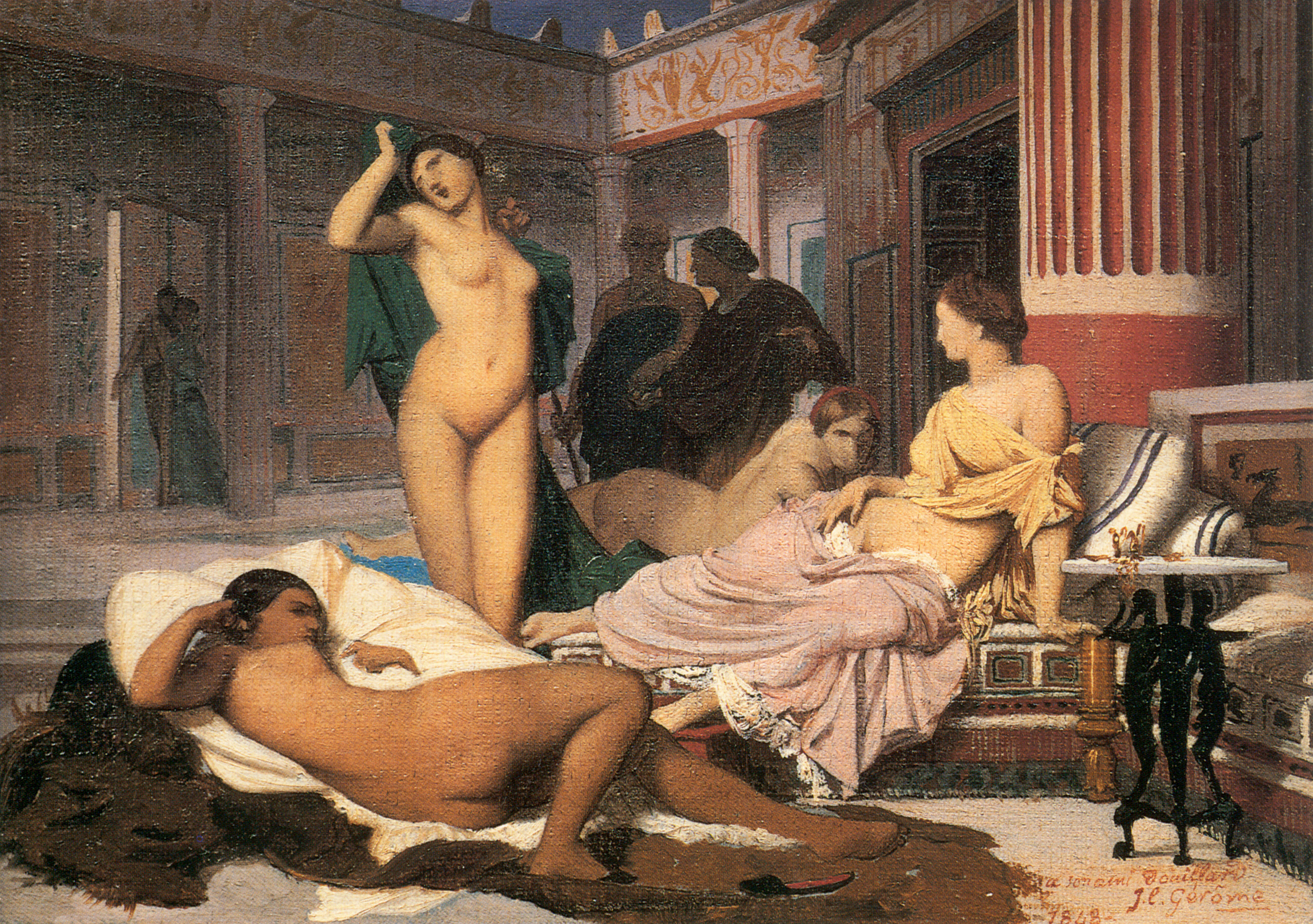
Interno greco, 1848
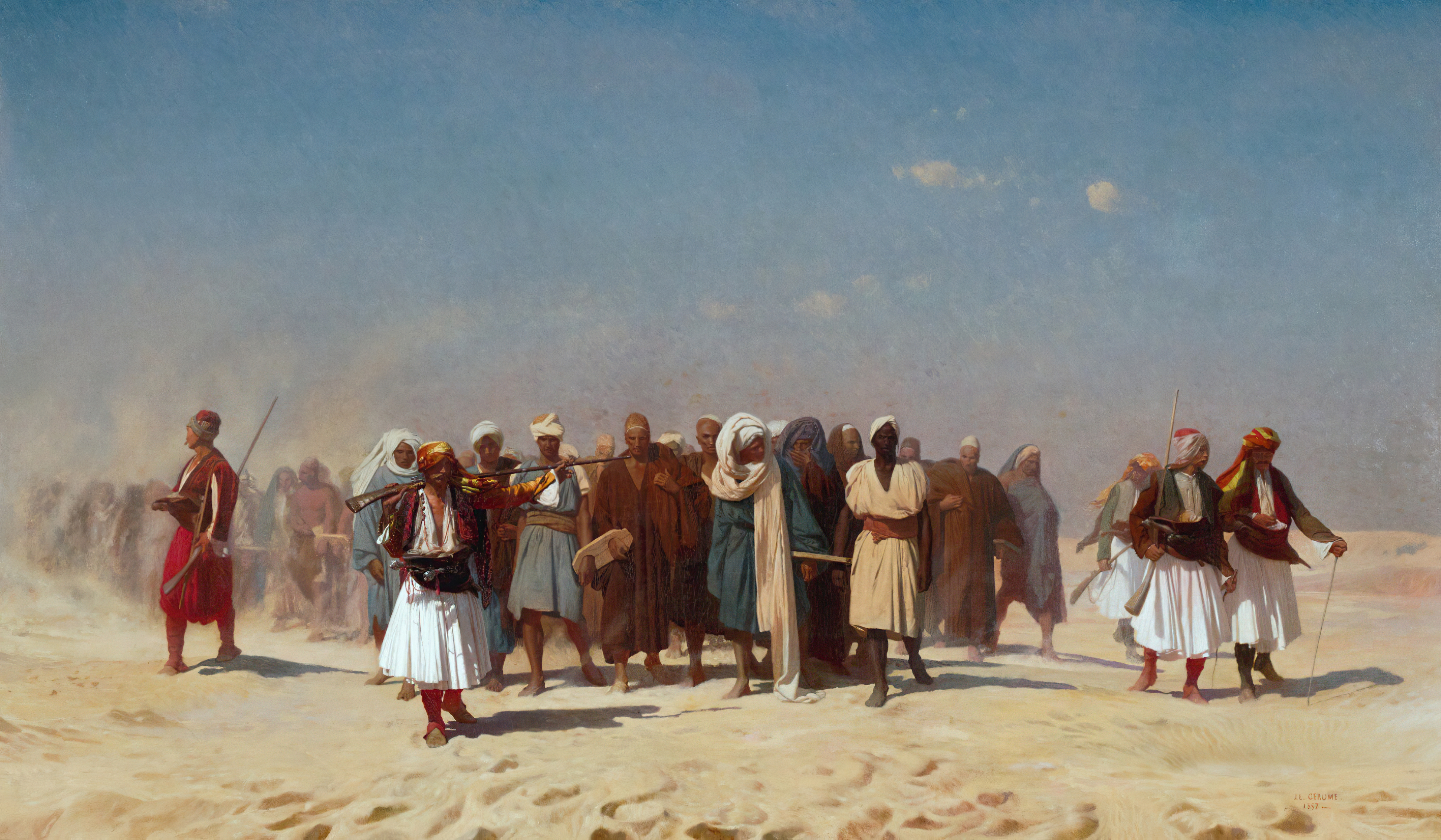
Le reclute egiziane attraversano il deserto, 1857
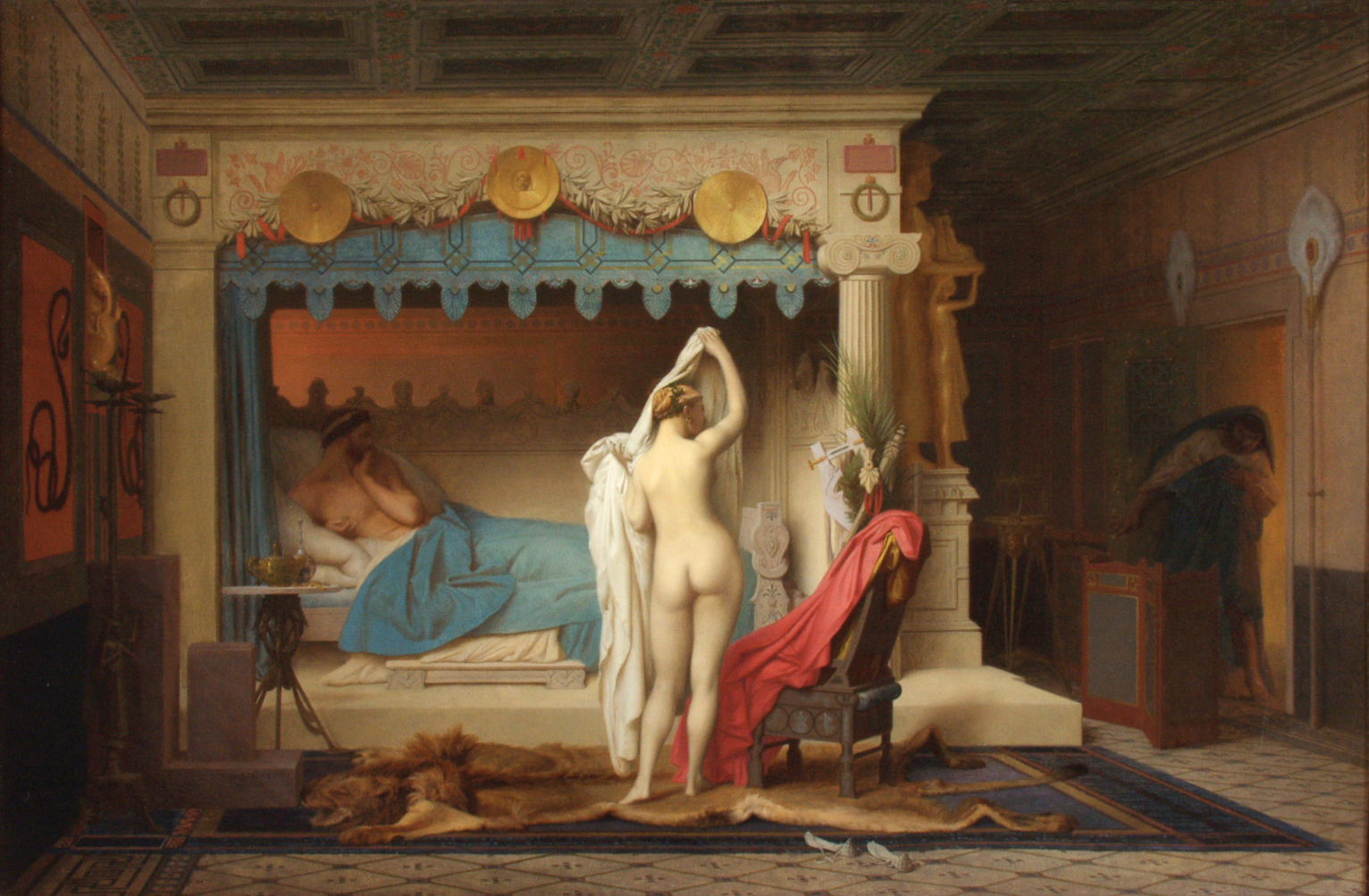
Re Candaule, 1859
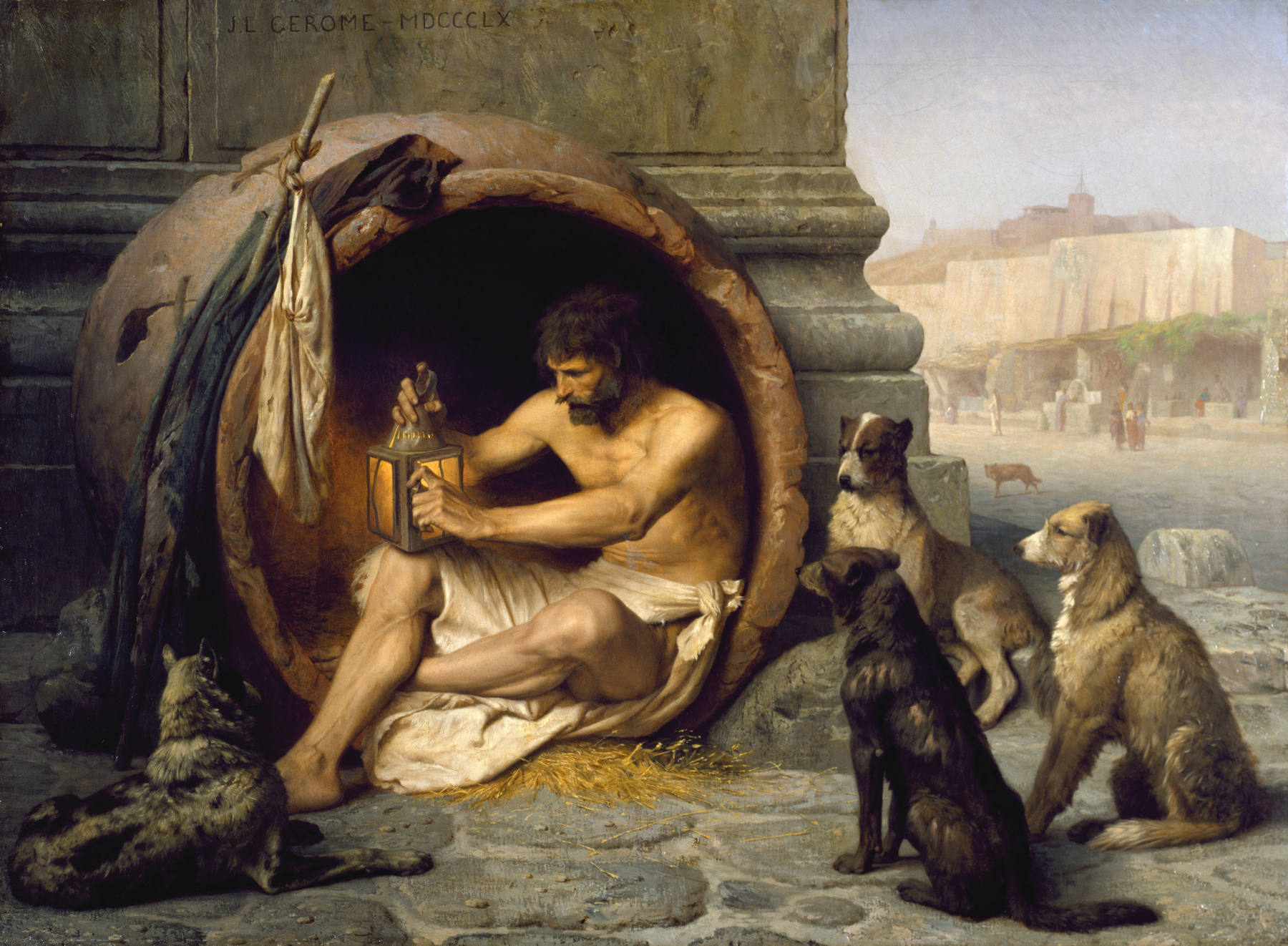
Diogene, 1860
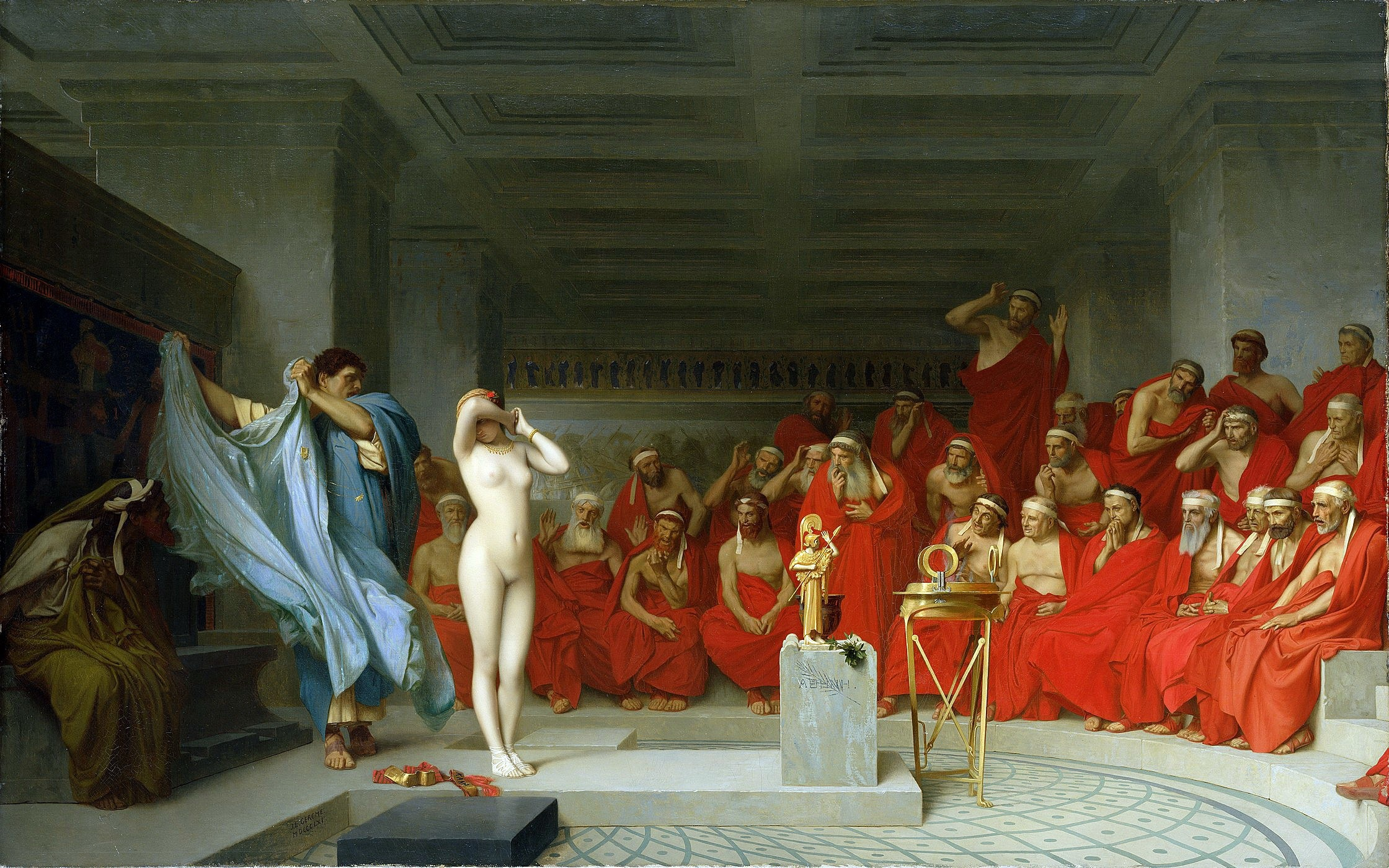
Frine davanti all'Areopago, 1861
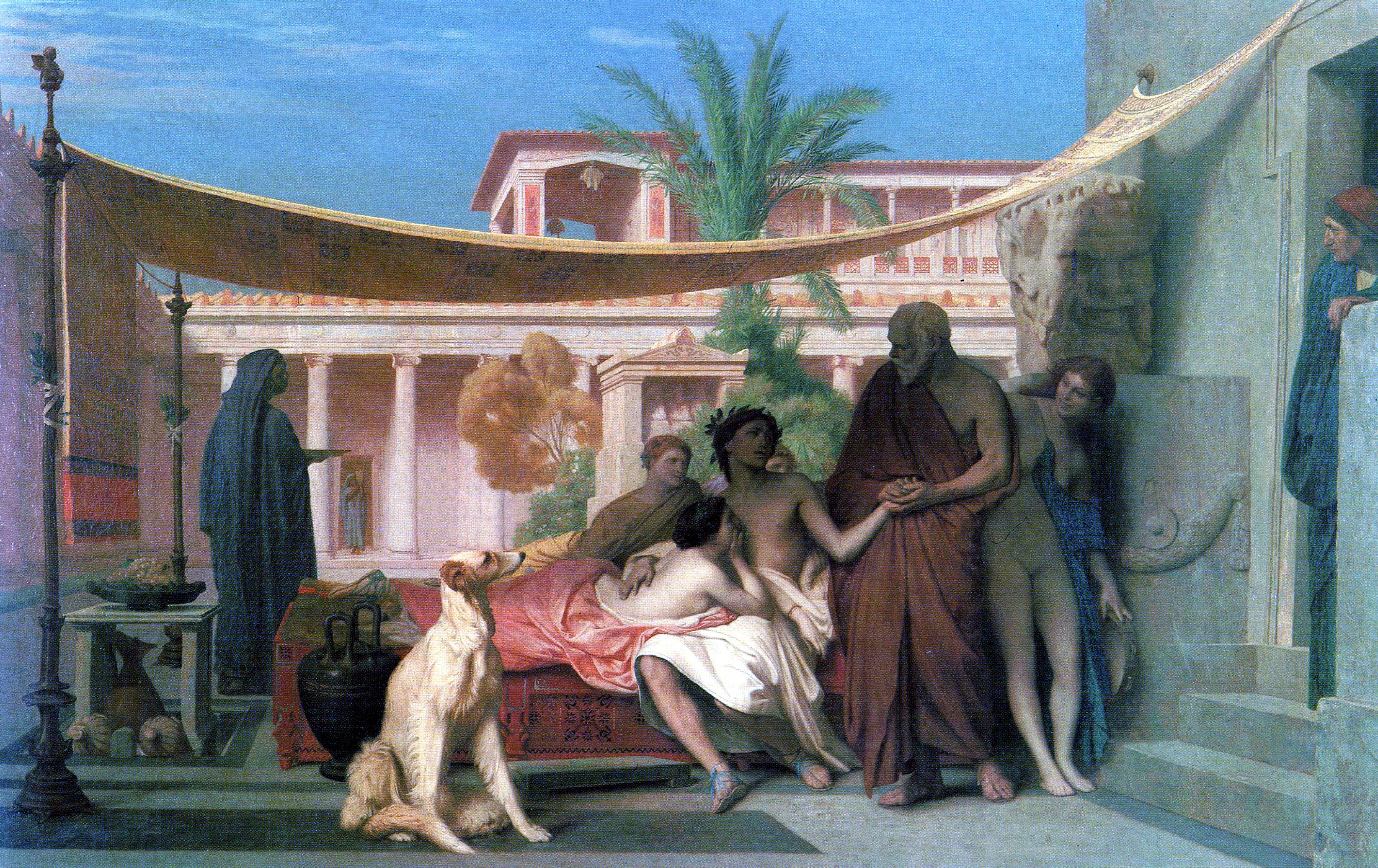
Socrate incontra Alcibiade a casa di Aspasia, 1861
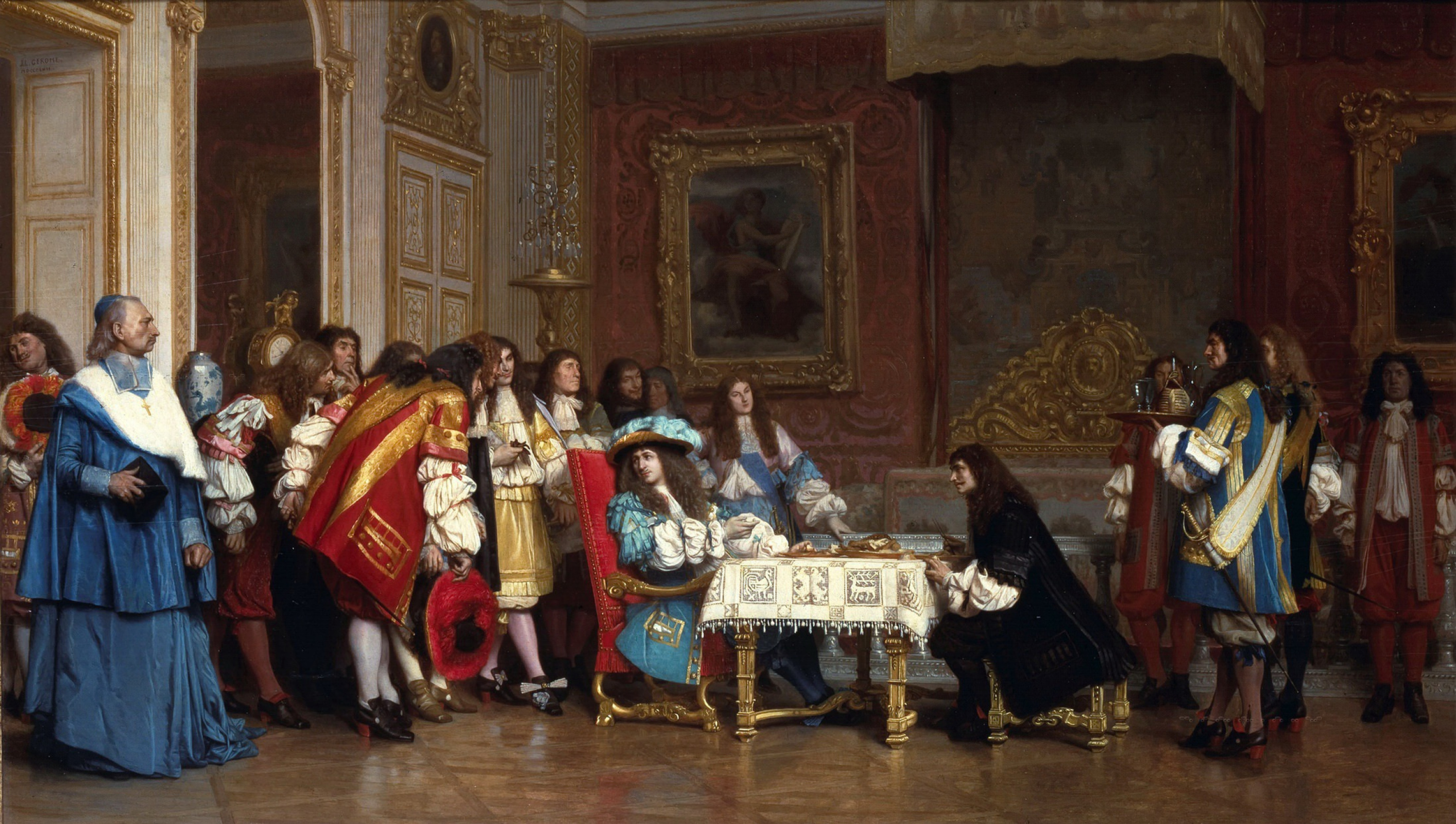
Luigi XIV e Molière, 1862
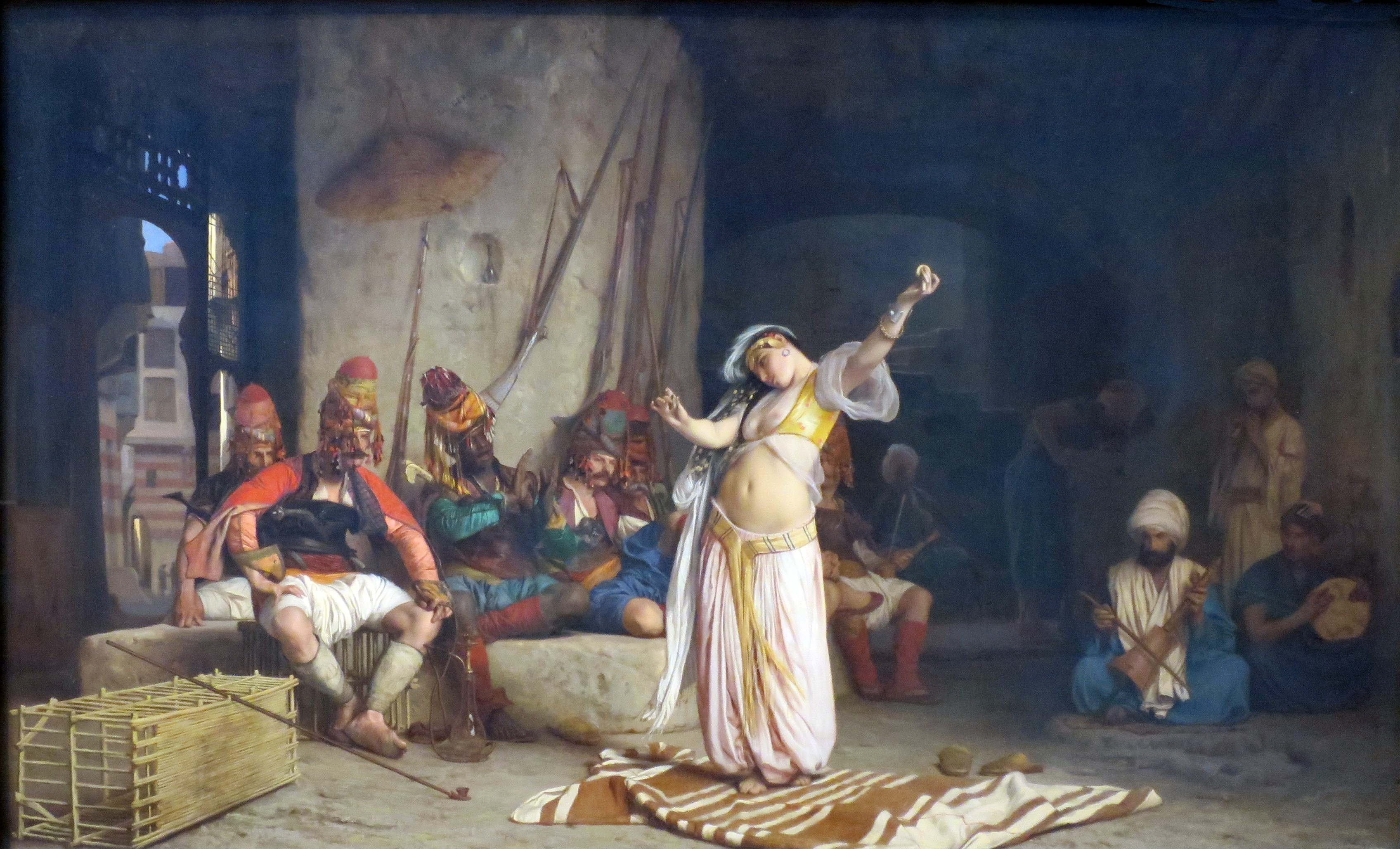
La danza dell'almée, 1863
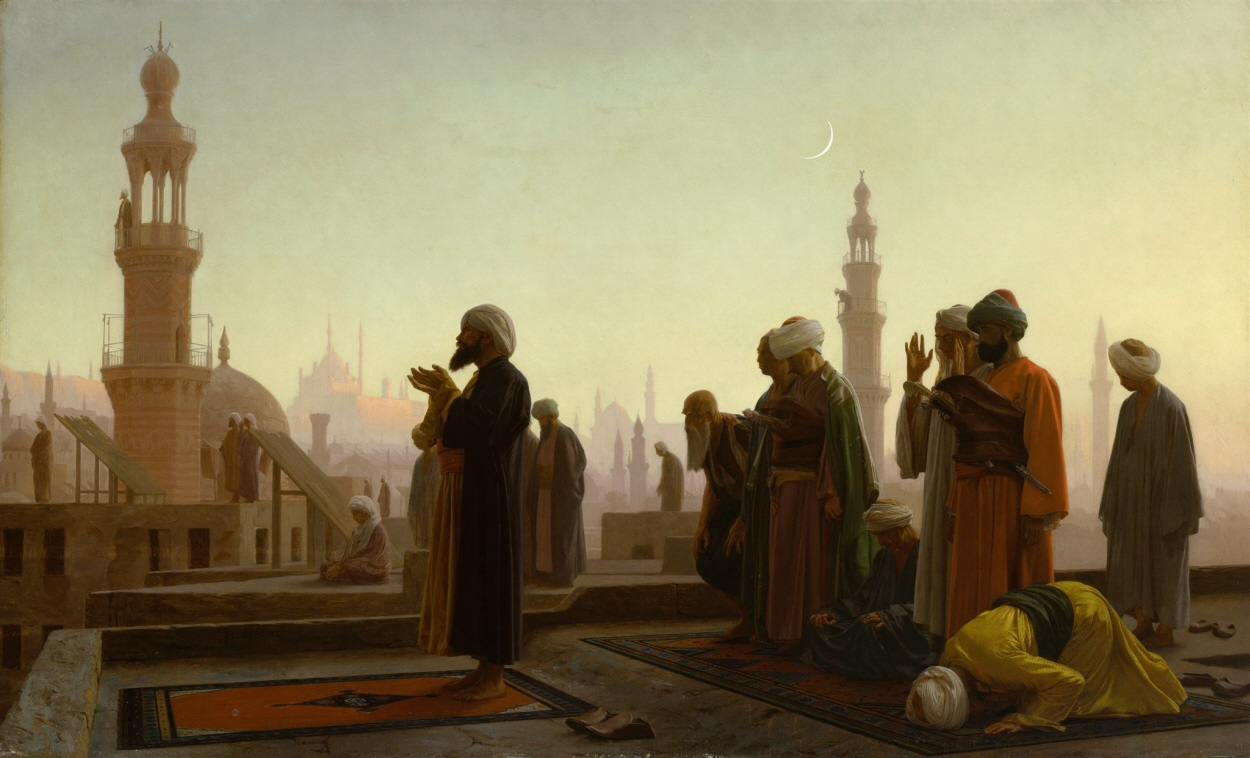
Preghiera al Cairo, 1865
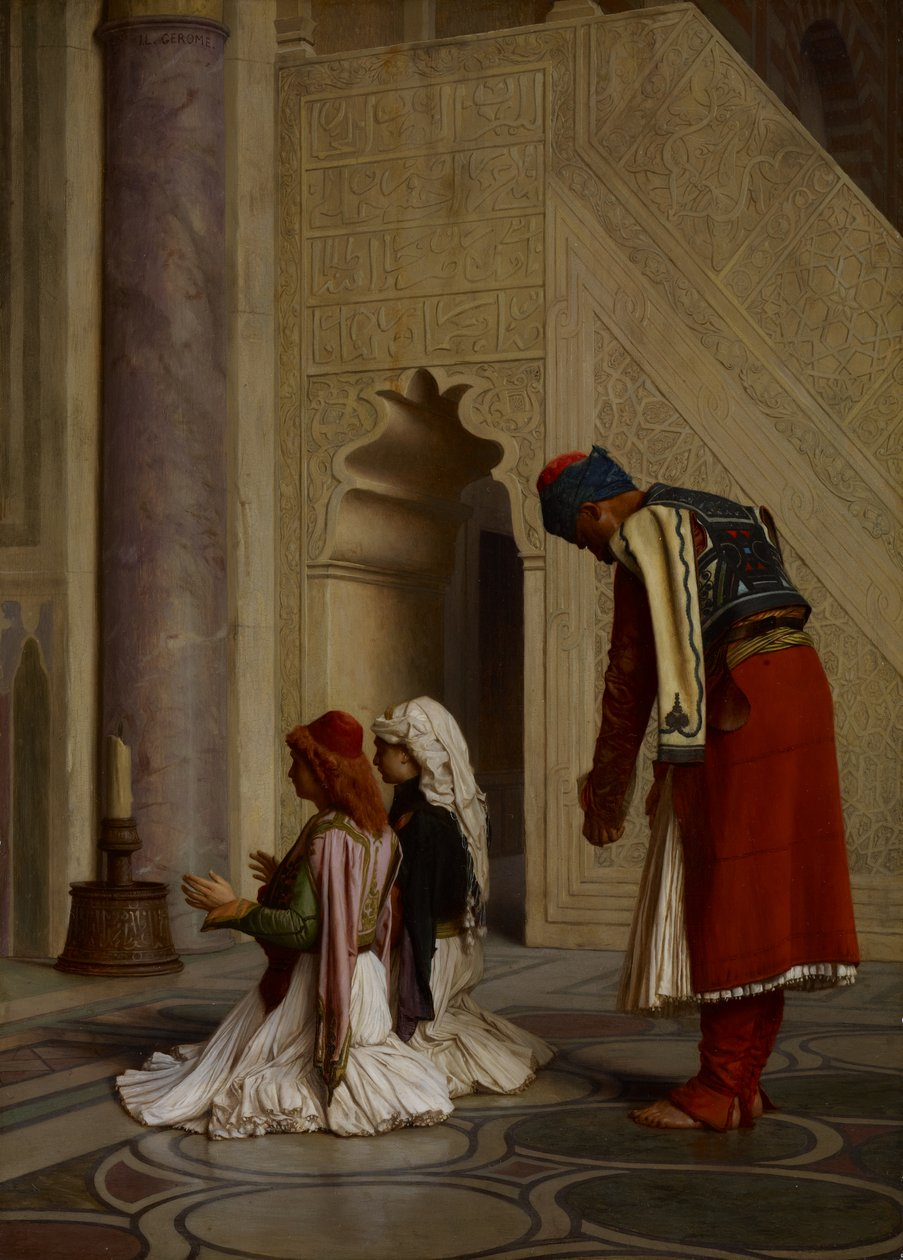
Giannizzeri che pregano in moschea, 1865
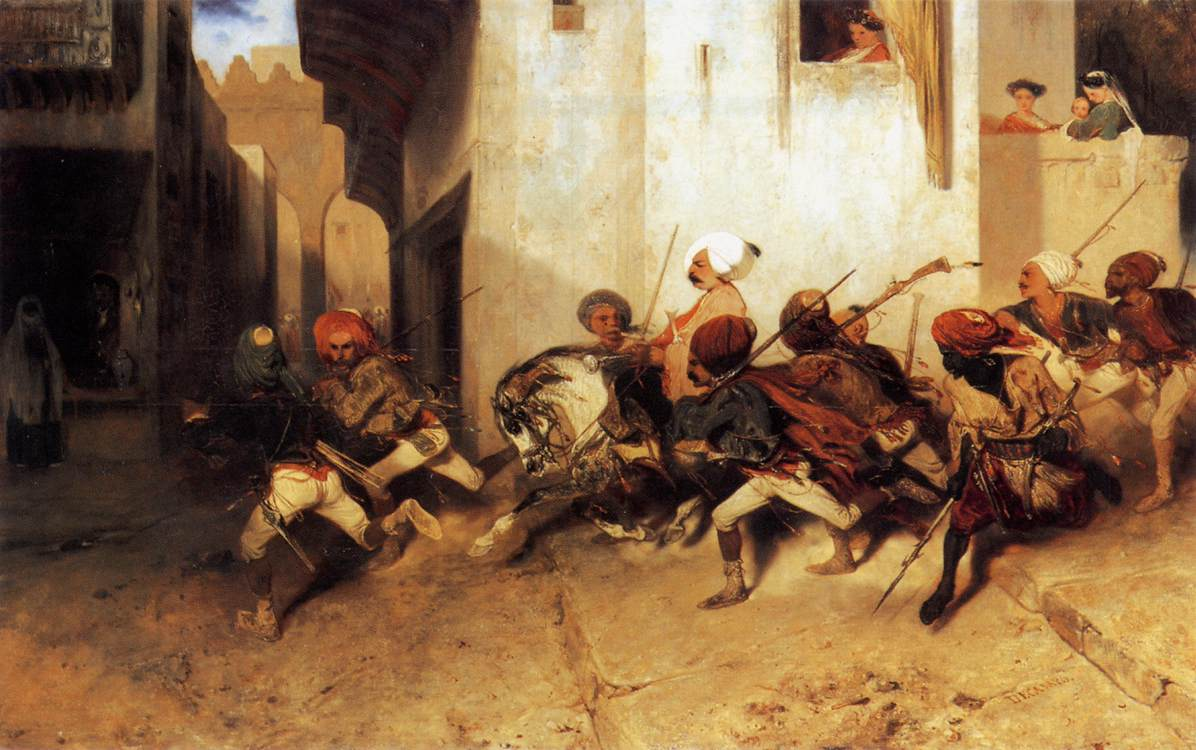
Giannizzeri fuori dalla moschea, 1865
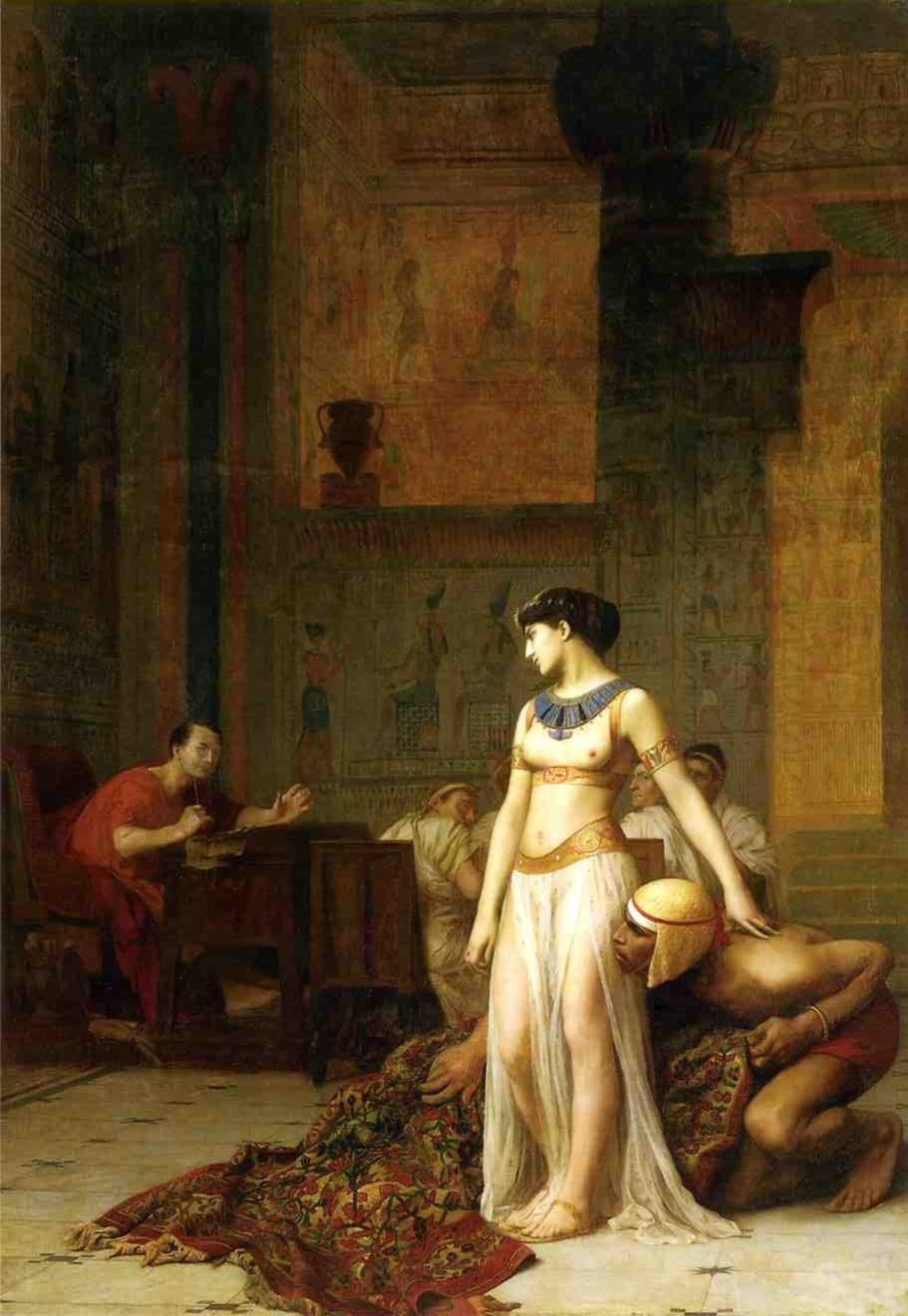
Cleopatra e Cesare, 1866
Il mercato degli schiavi, c. 1866
Il Muro del Pianto, 1867
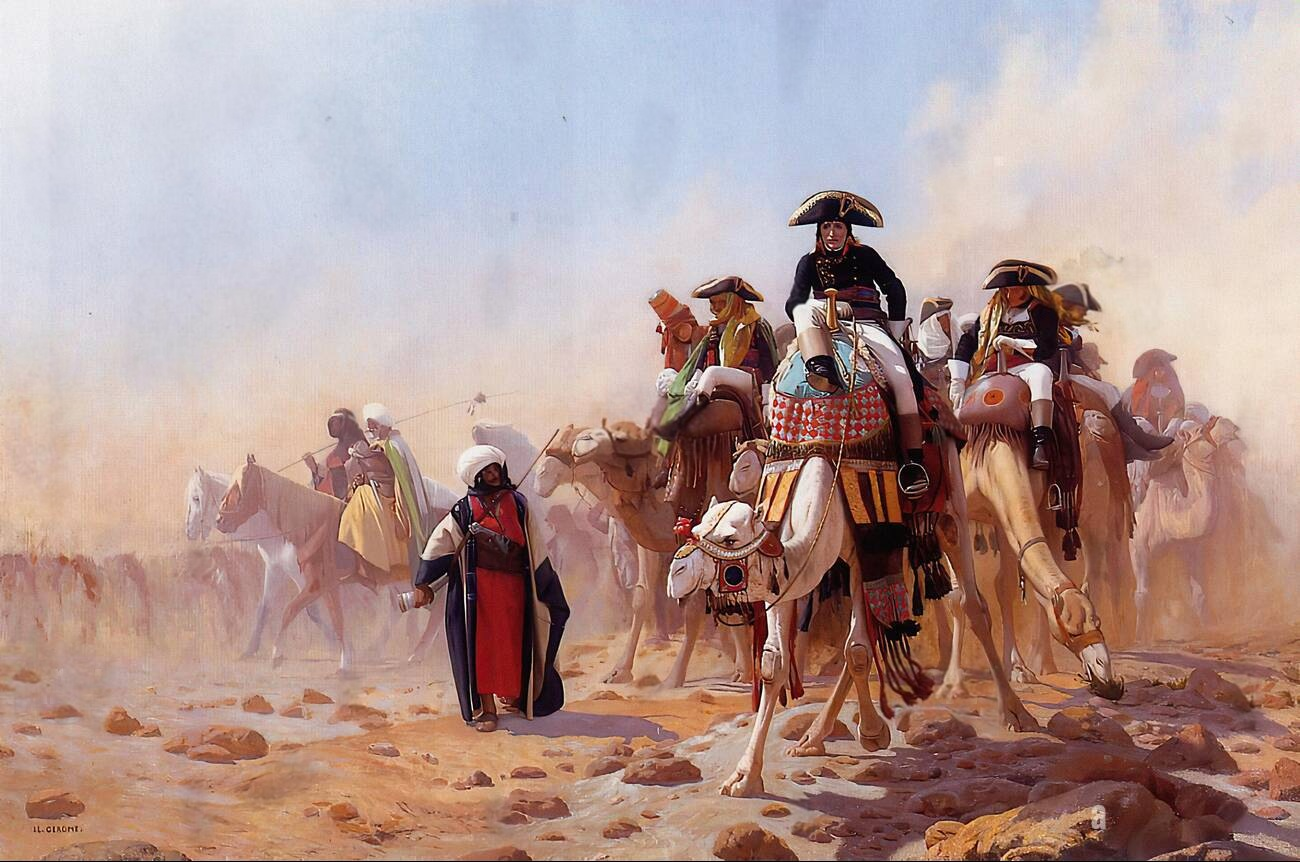
Napoleone in Egitto, 1867
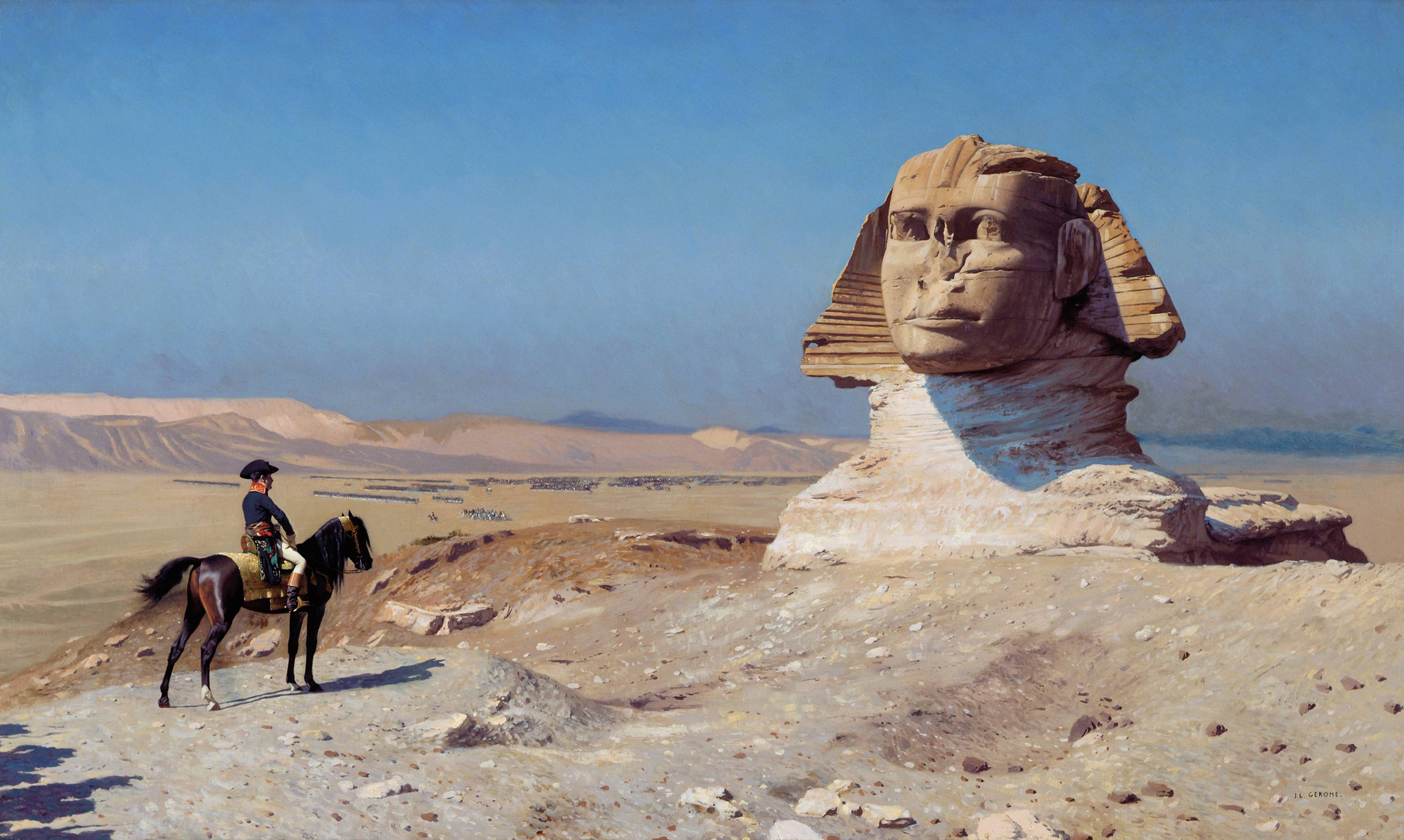
Bonaparte davanti alla Sfinge, 1867-1868
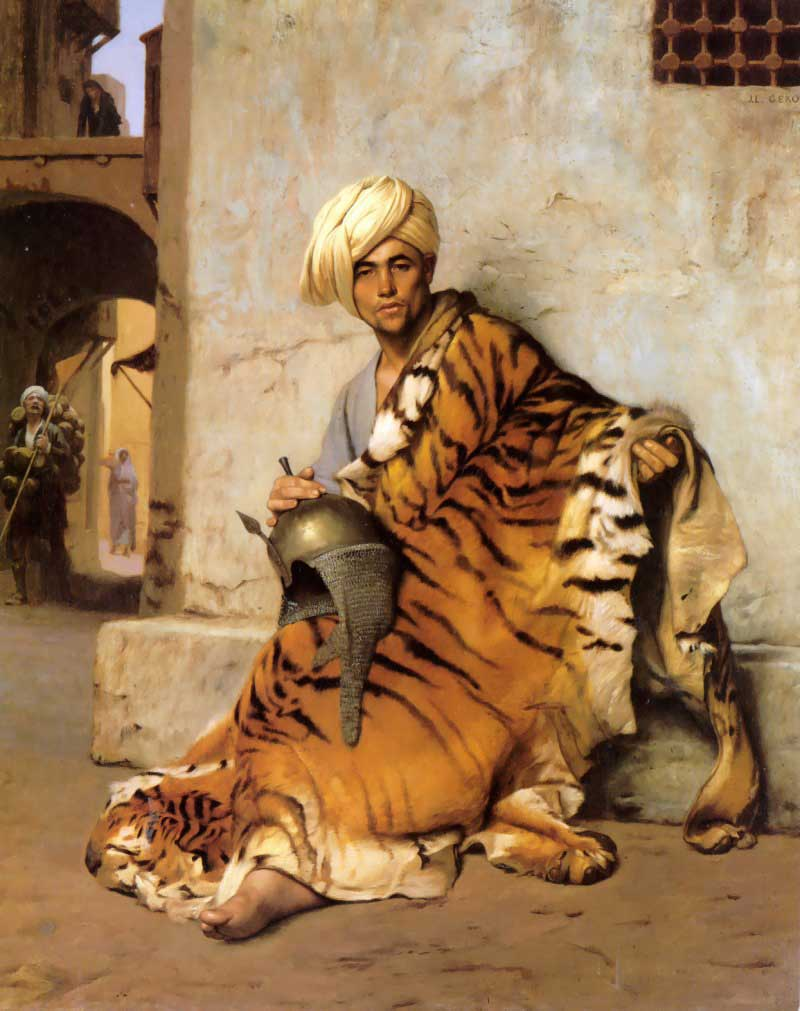
Mercante di pelli del Cairo, 1869
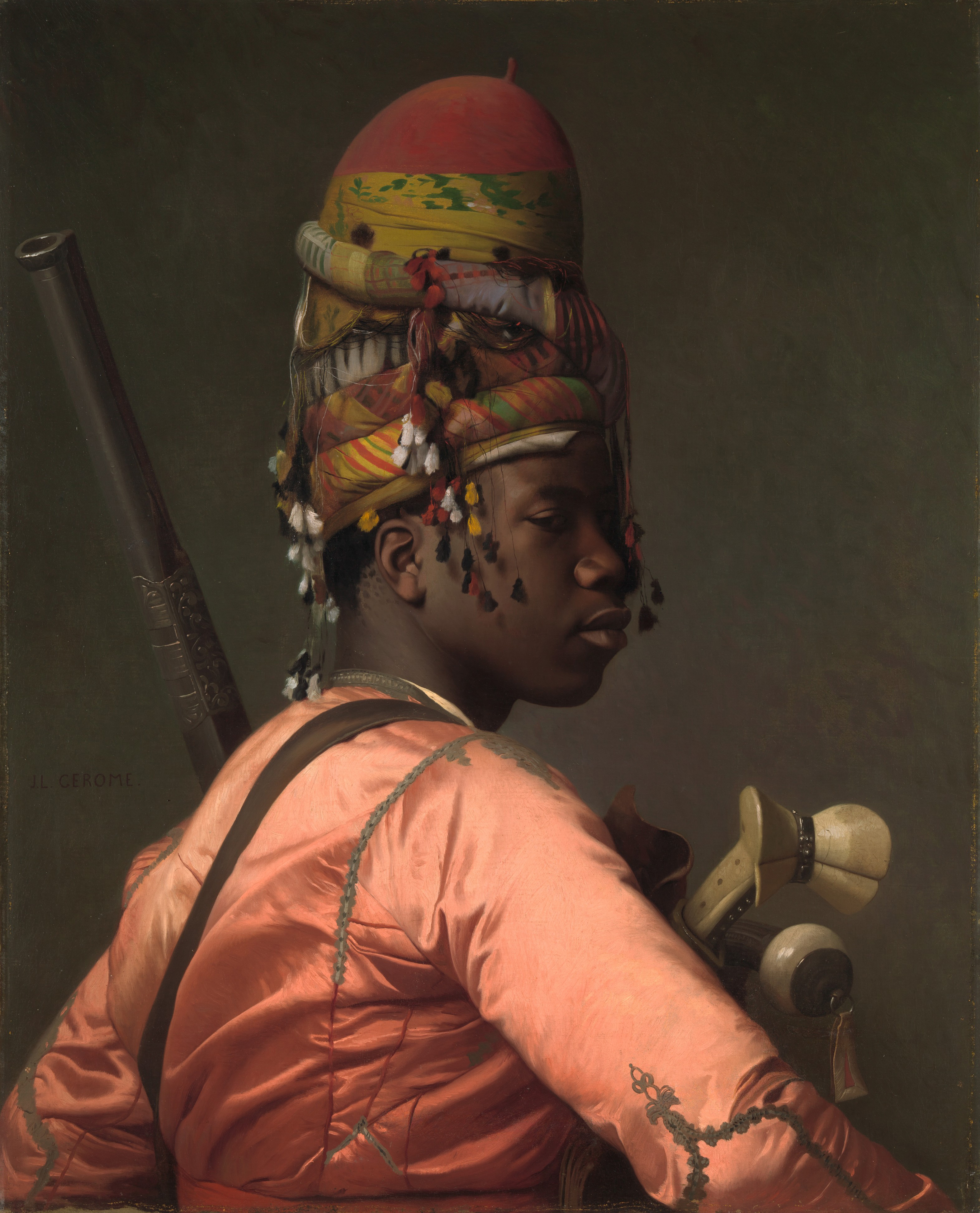
Basci-buzuk, c. 1869
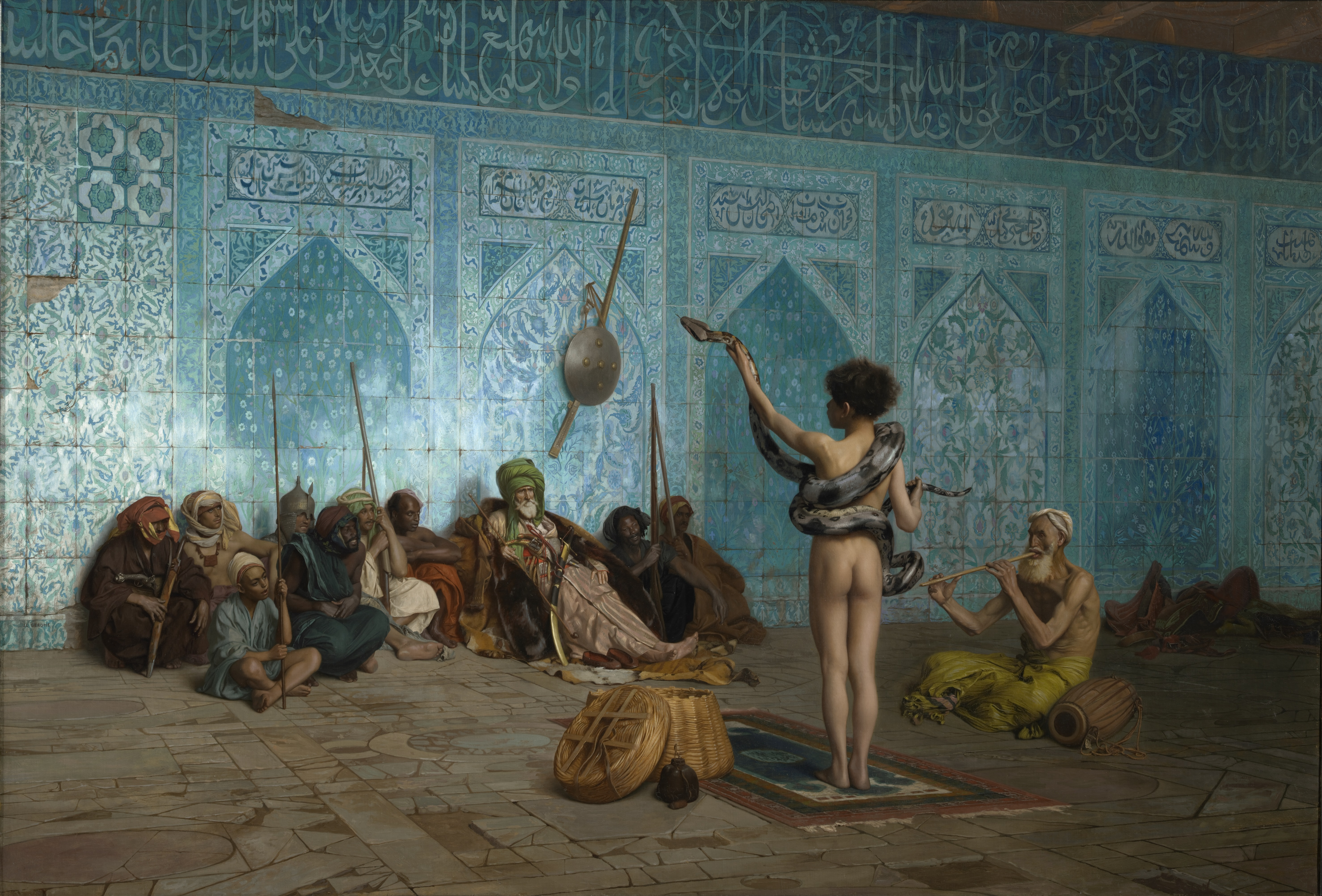
L'incantatore di serpenti, 1870
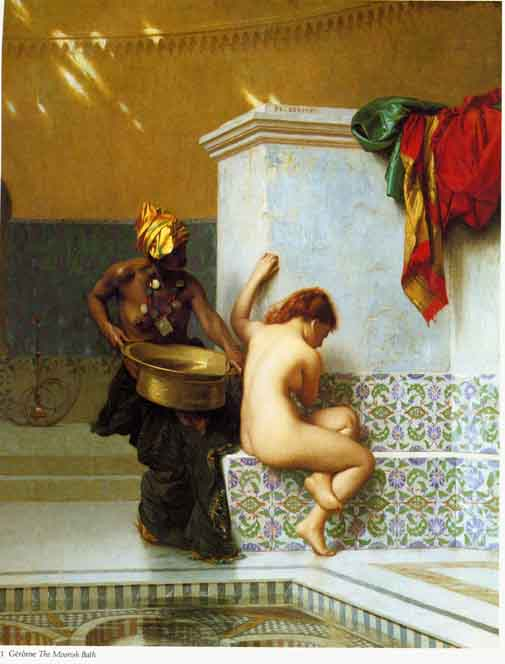
Il bagno turco, data 1870
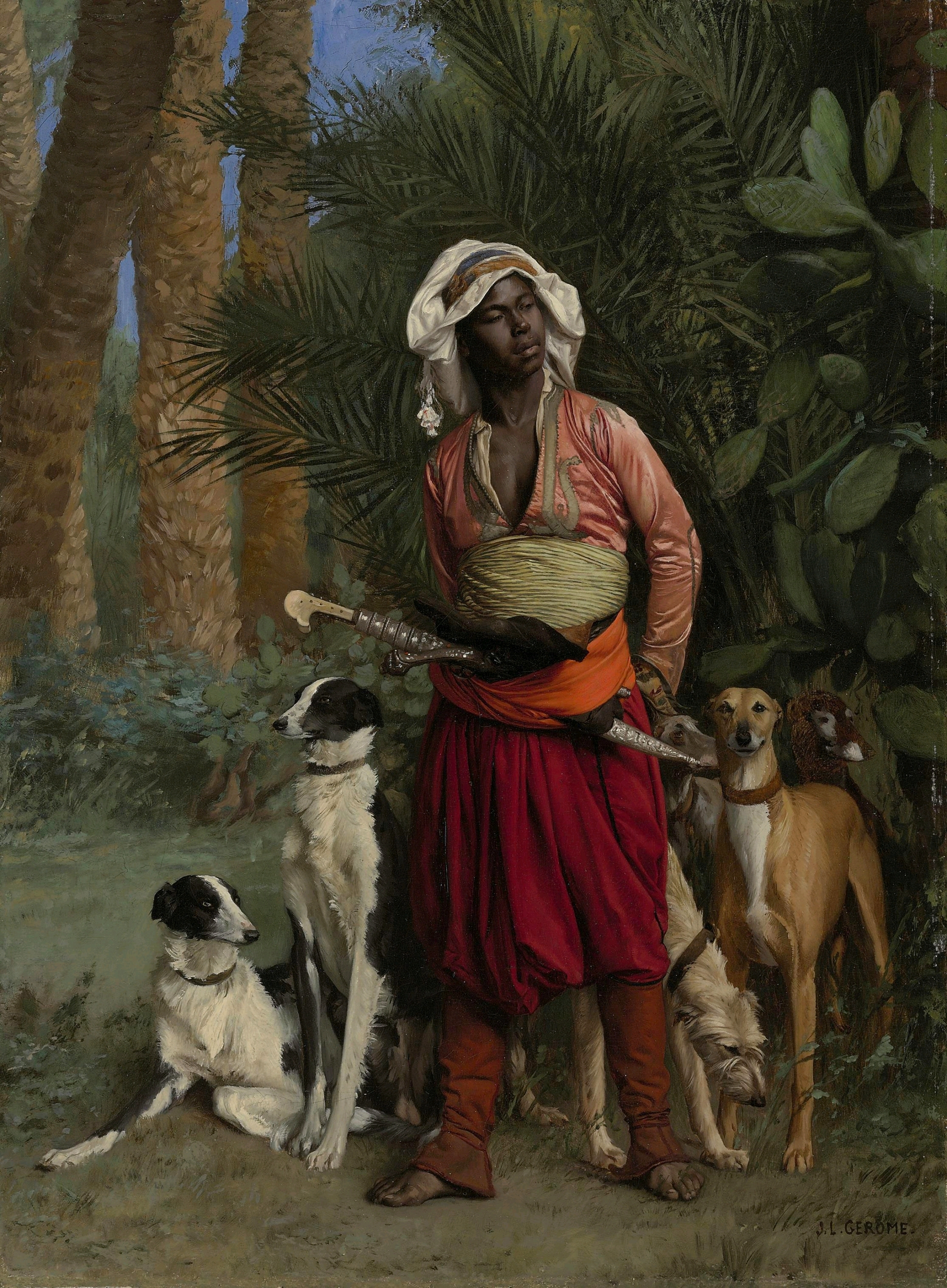
L'addestratore di levrieri, 1871
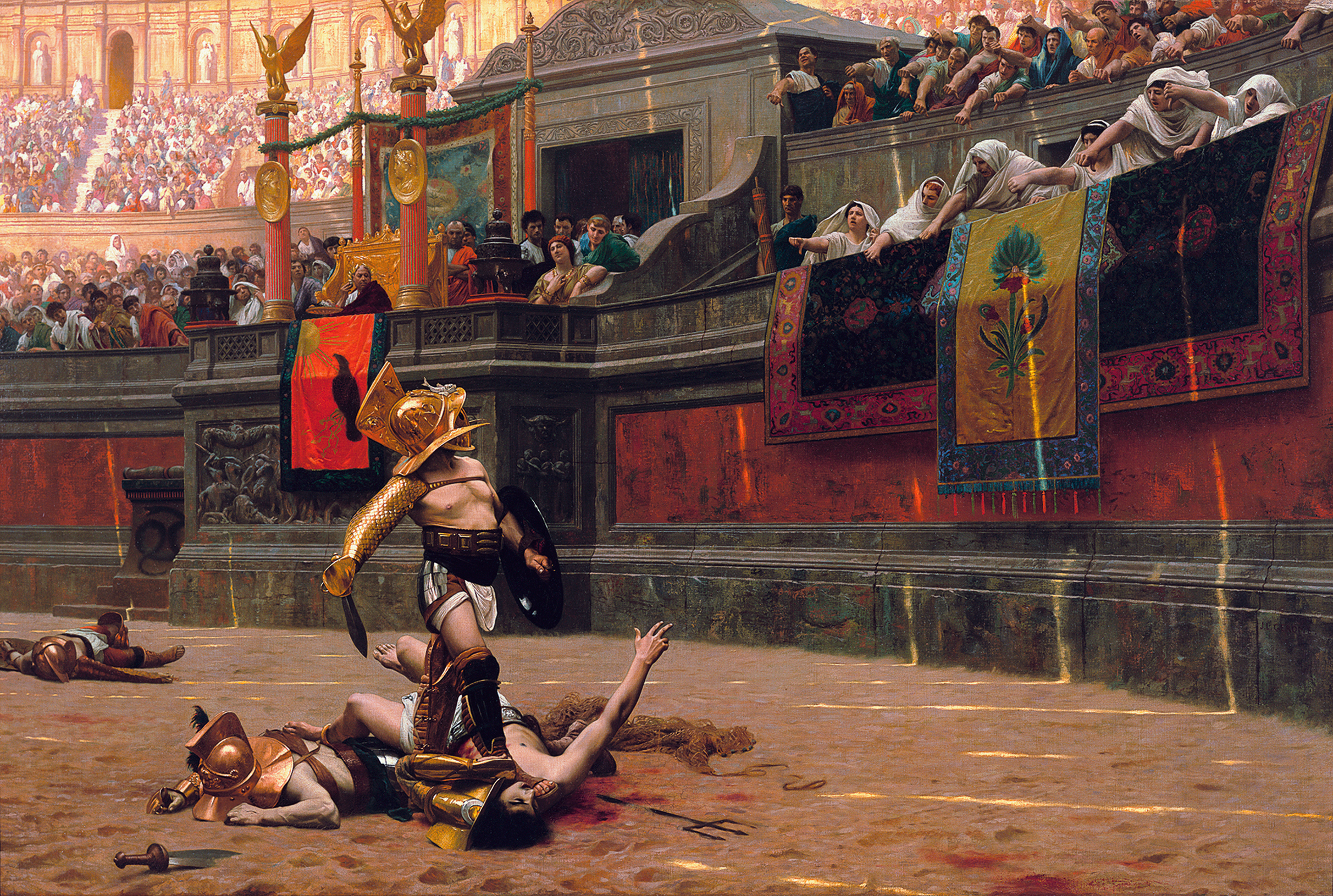
Pollice Verso, 1872
L'almea, 1873
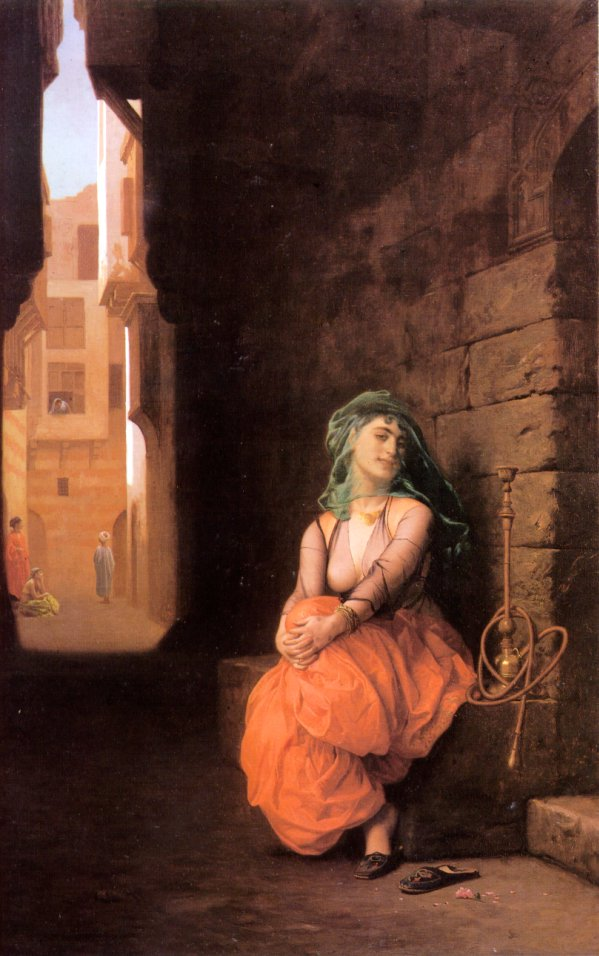
Ragazza araba con pipa, 1873
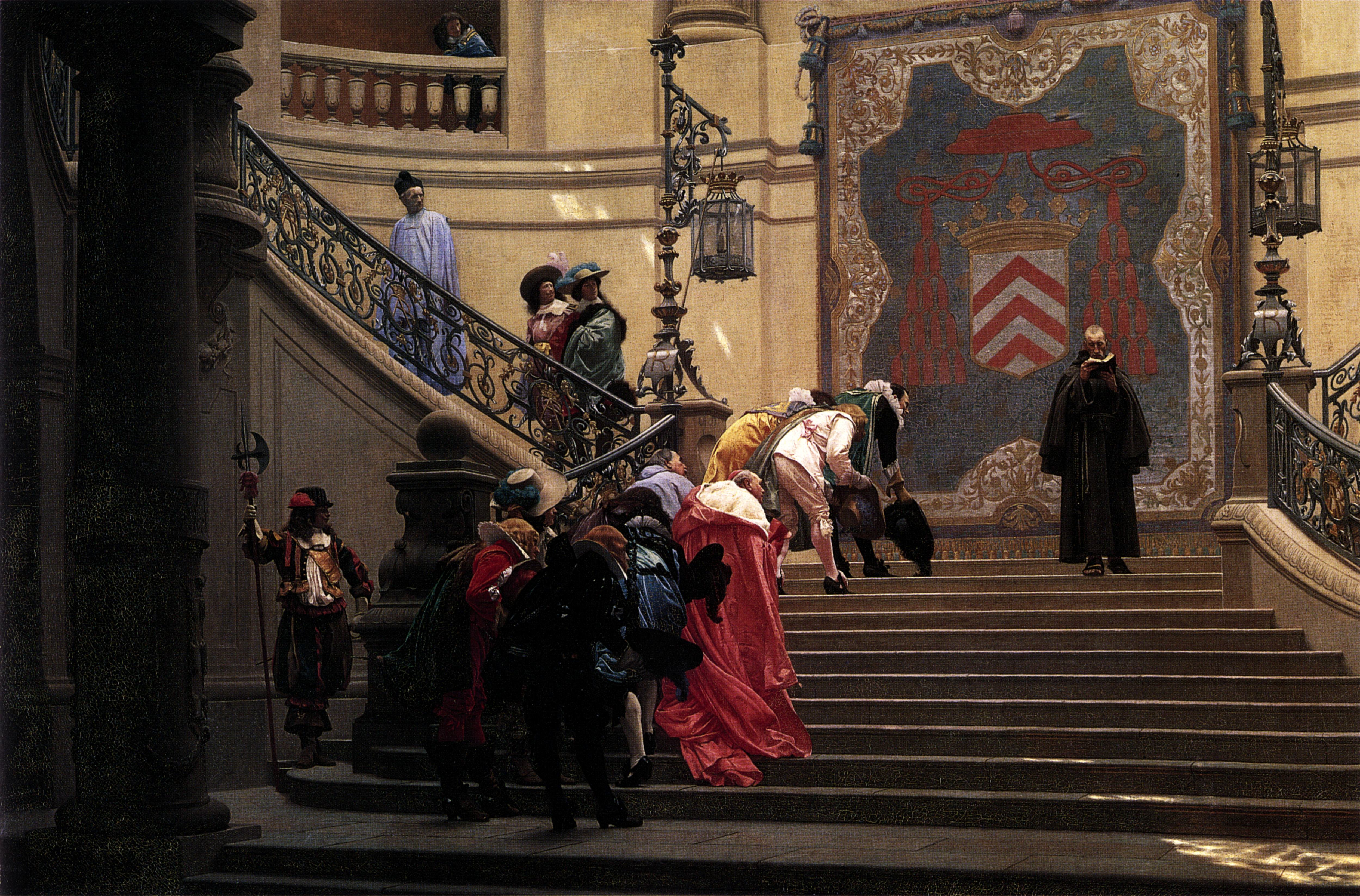
Eminenza grigia, 1873
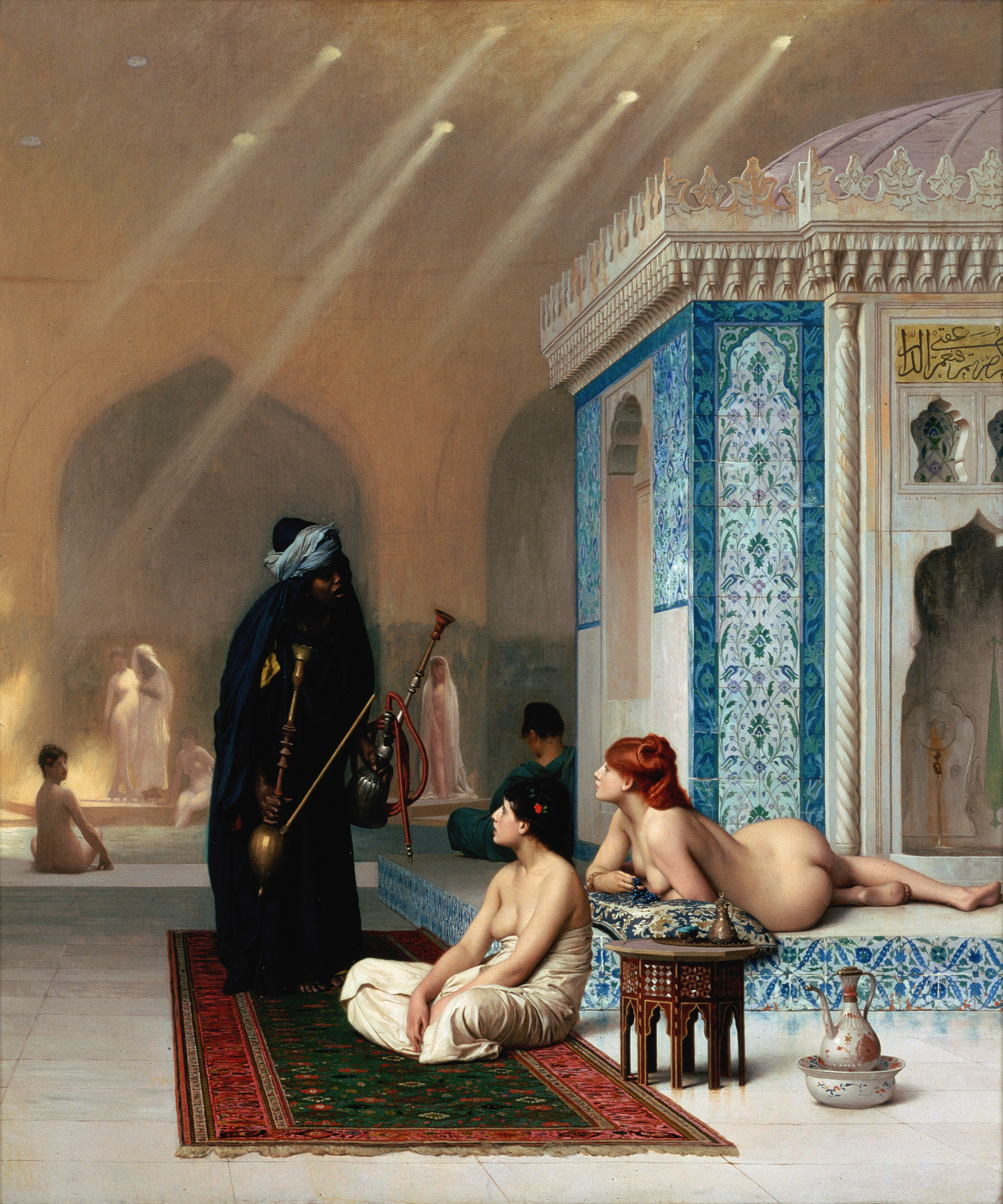
Piscina nell'harem, c. 1876
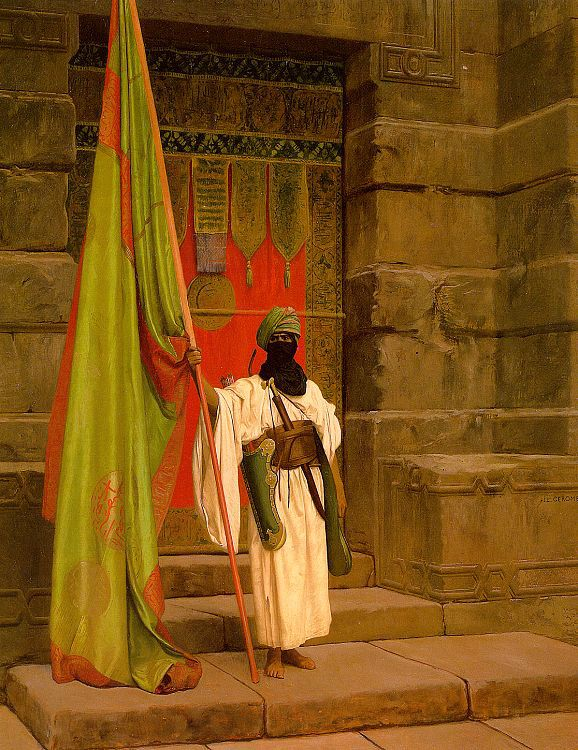
L'alfiere del profeta, 1876
Muezzin chiama dal minareto, 1879
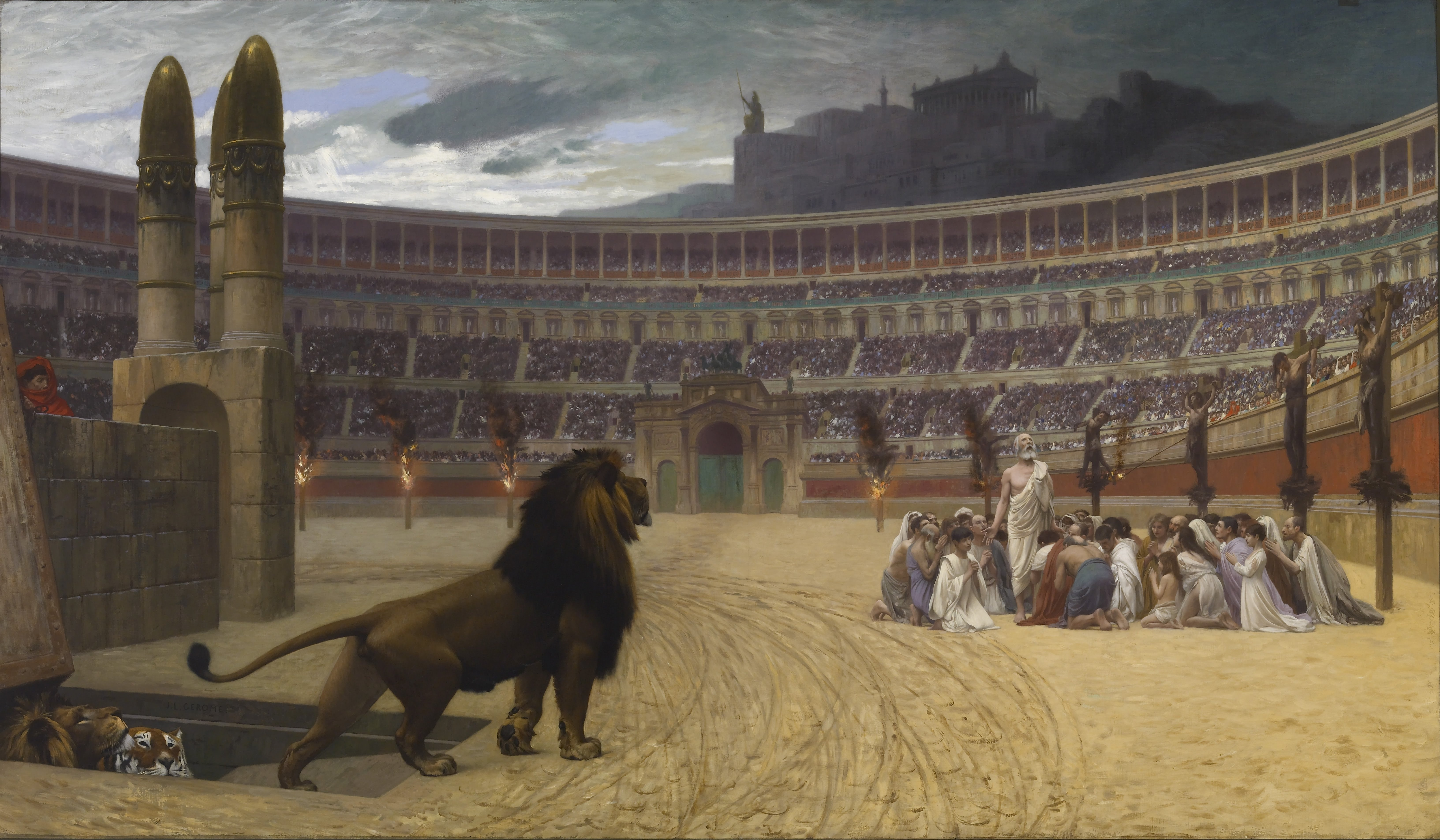
L'ultima preghiera dei martiri cristiani, 1883
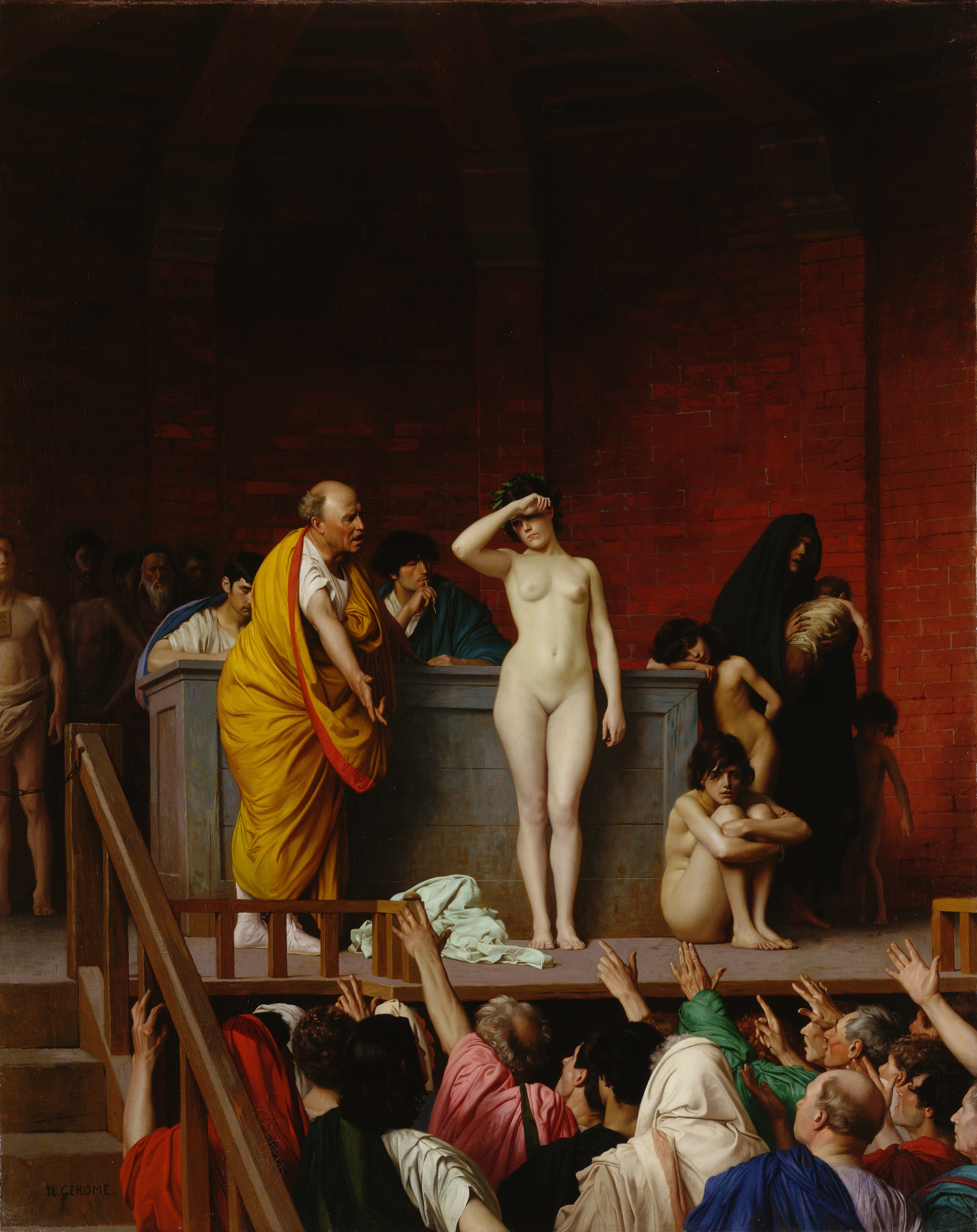
Vendita di una schiava romana, 1884
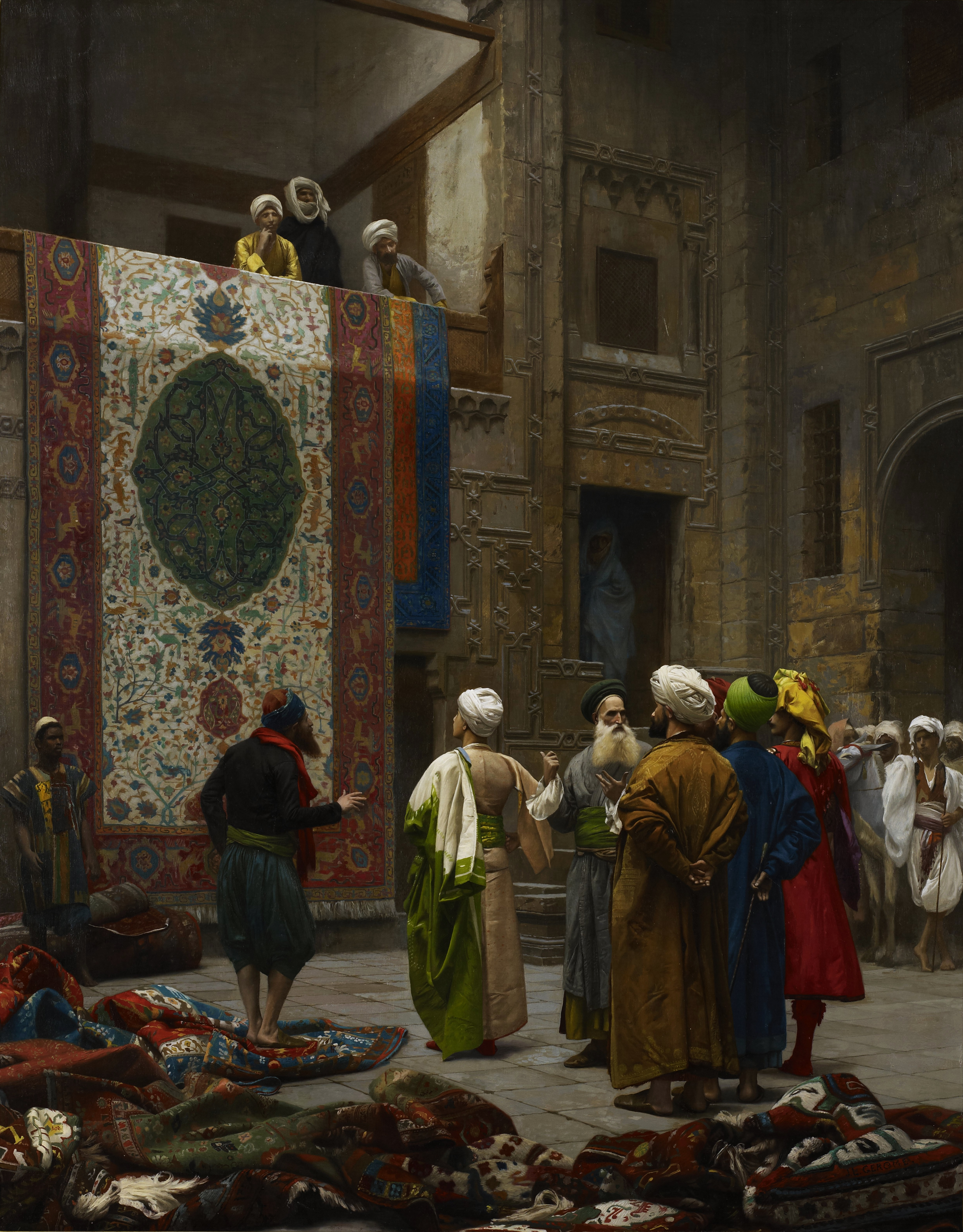
Il mercante di tappeti, 1887
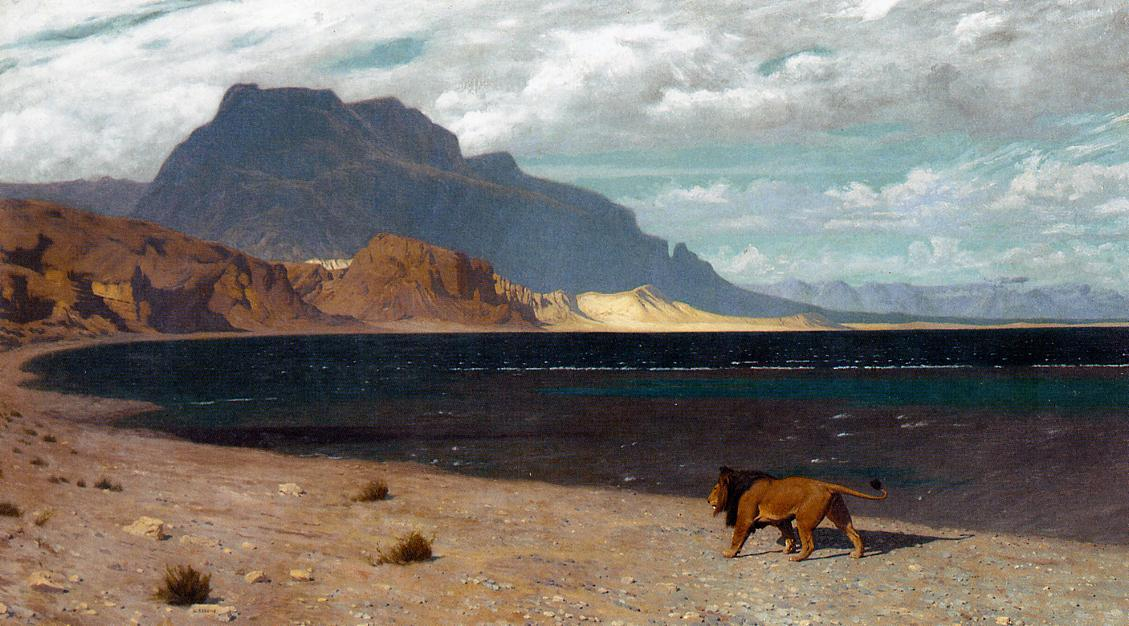
Quaerens quem devoret, 1888
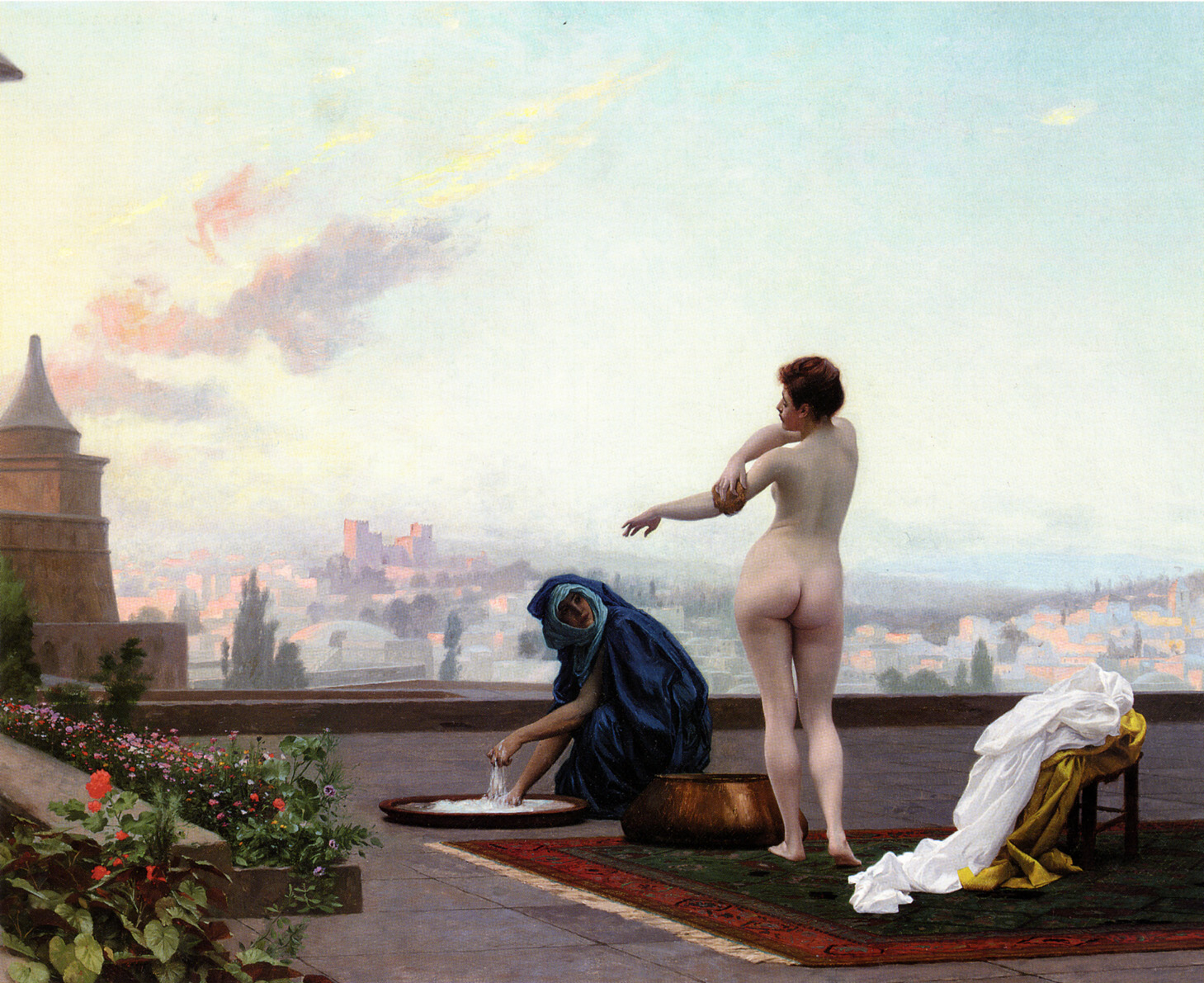
Betsabea, 1889
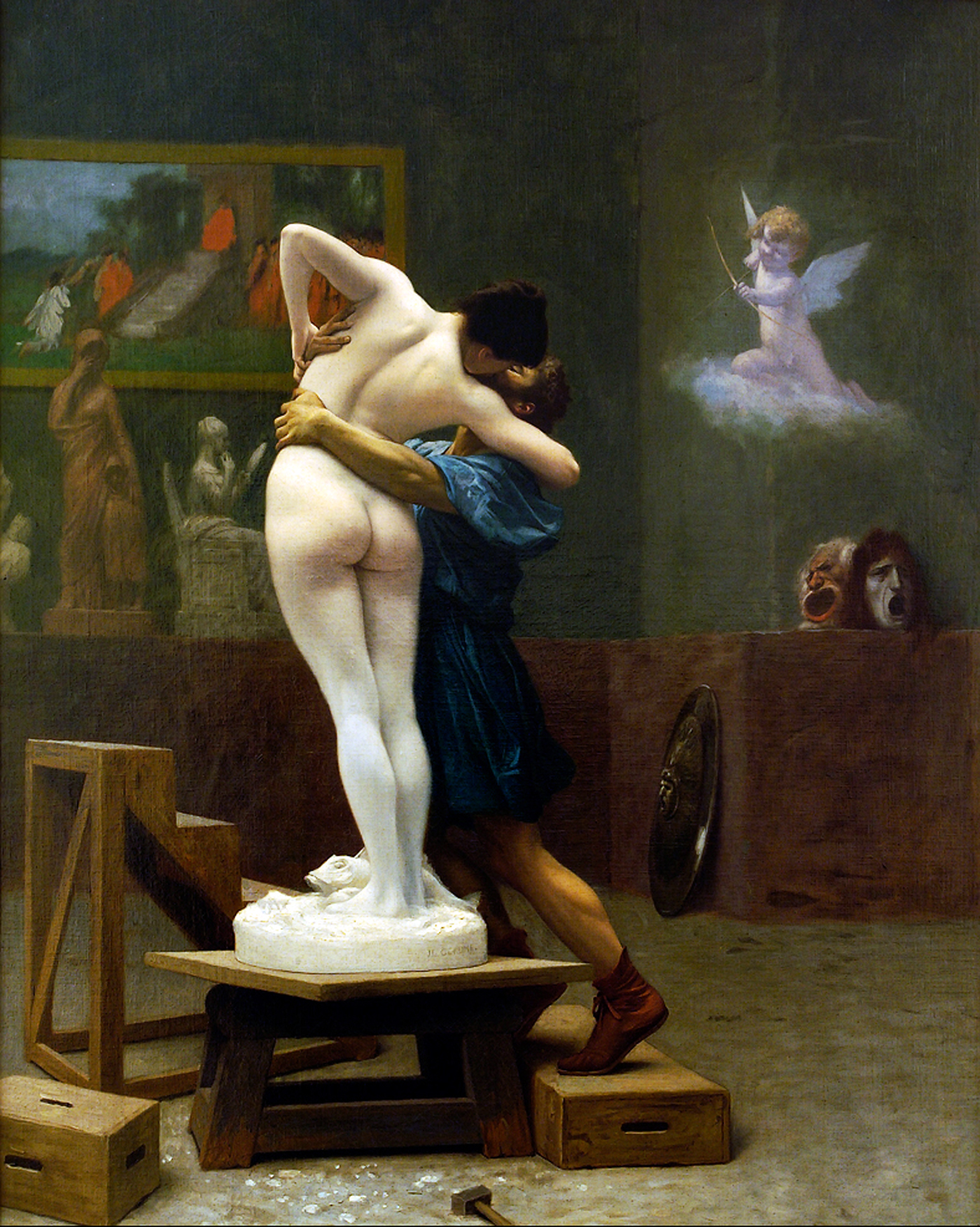
Pigmalione e Galatea, 1890
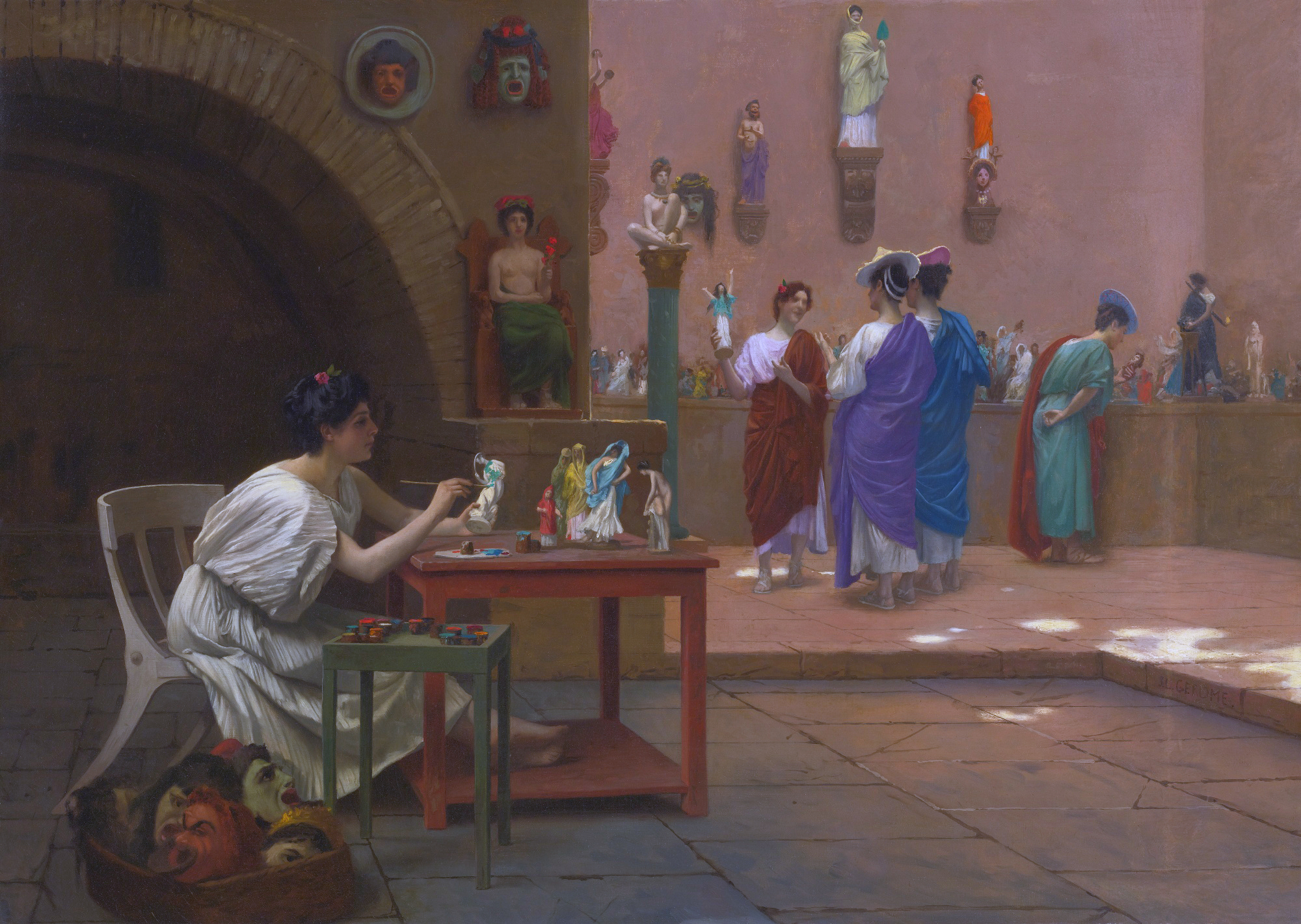
Studio di Tanagra, c. 1893
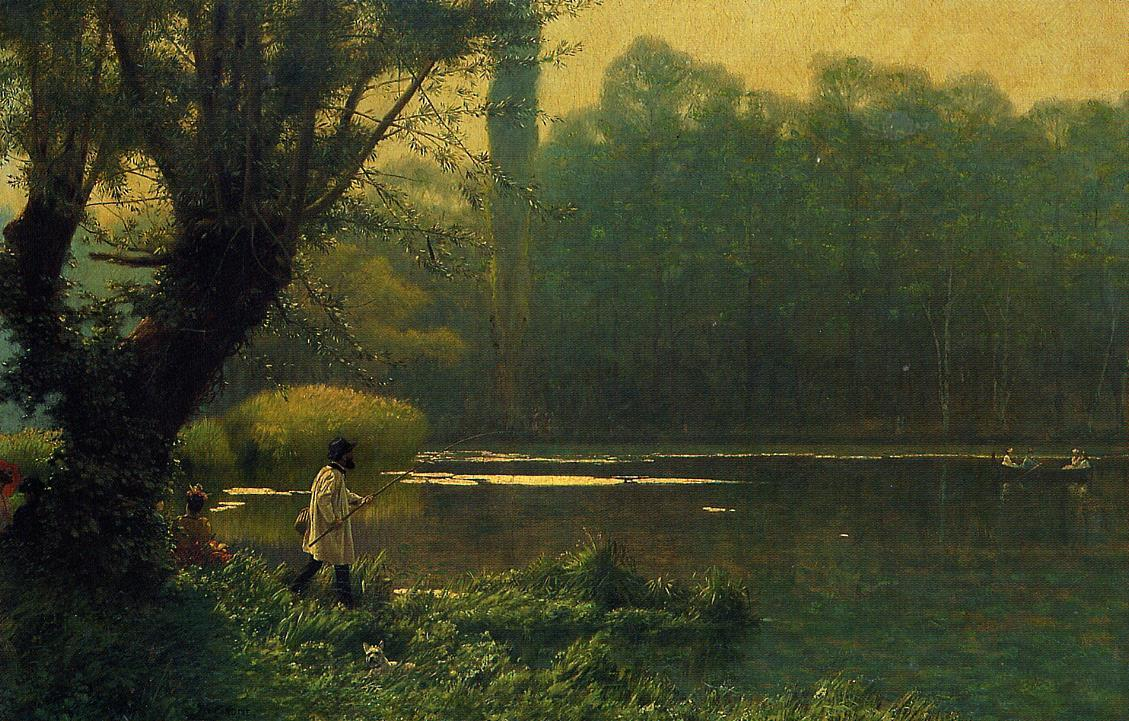
Pomeriggio d'estate su un lago, c. 1895
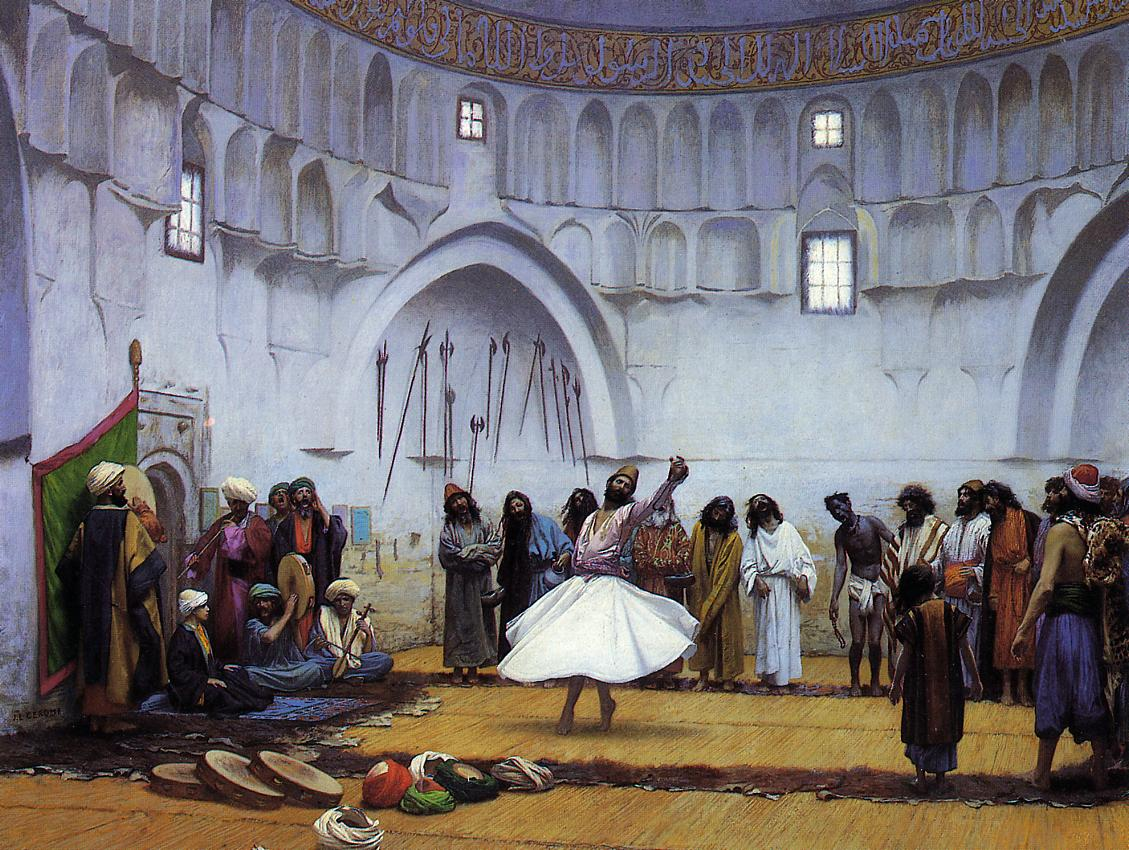
Dervisci rotanti, c. 1895
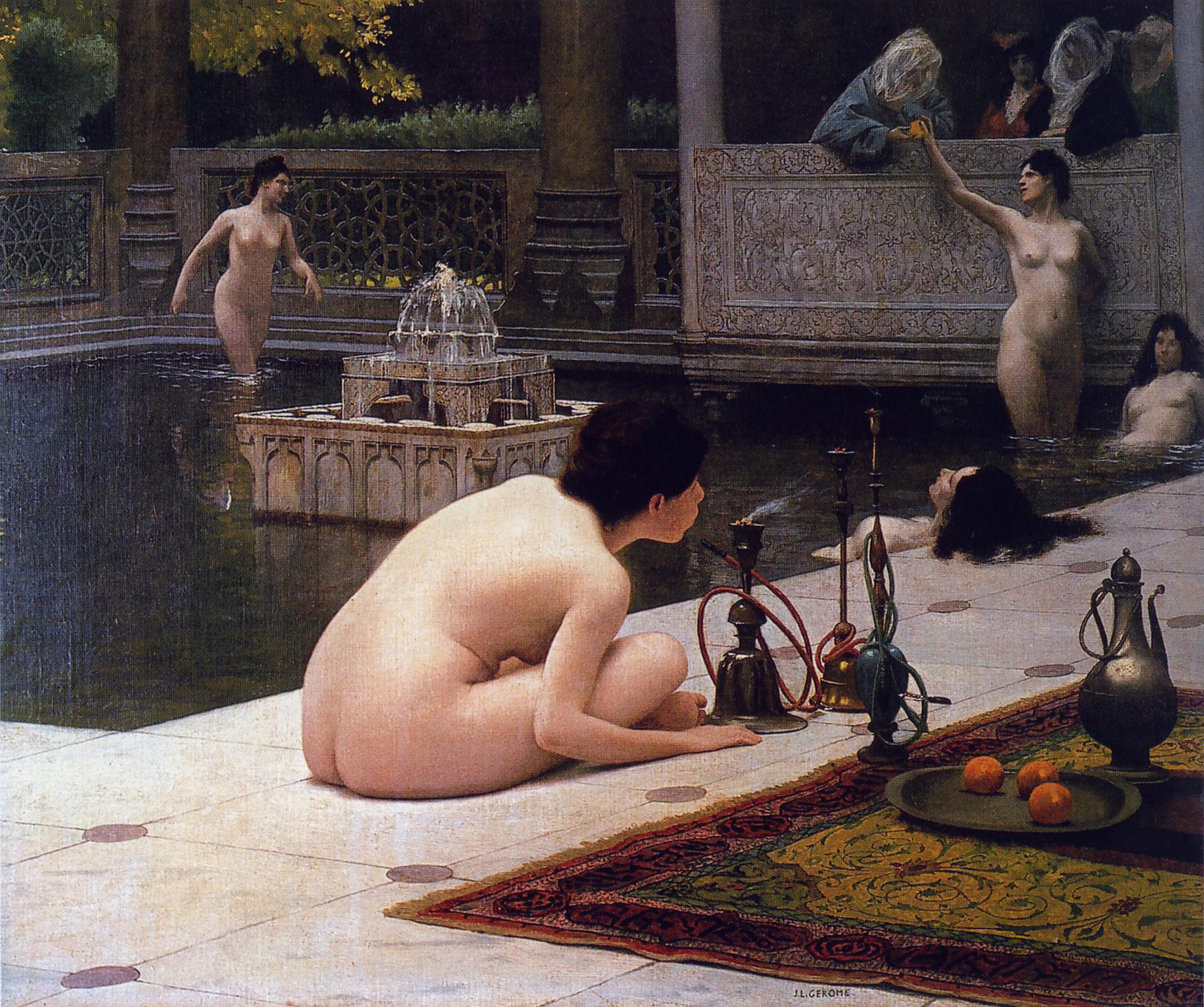
Accendendo la pipa, c. 1898
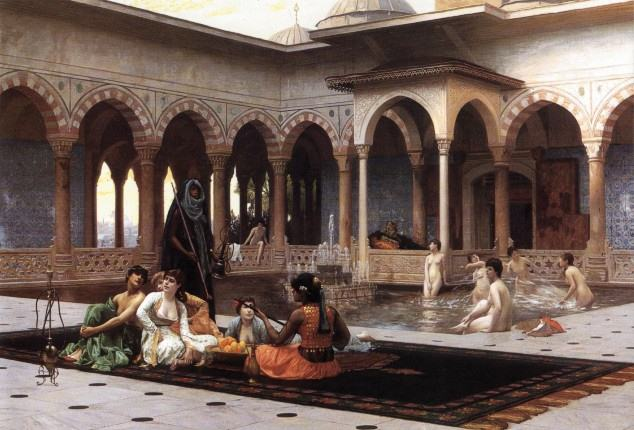
La Terrazza del Serraglio, 1898
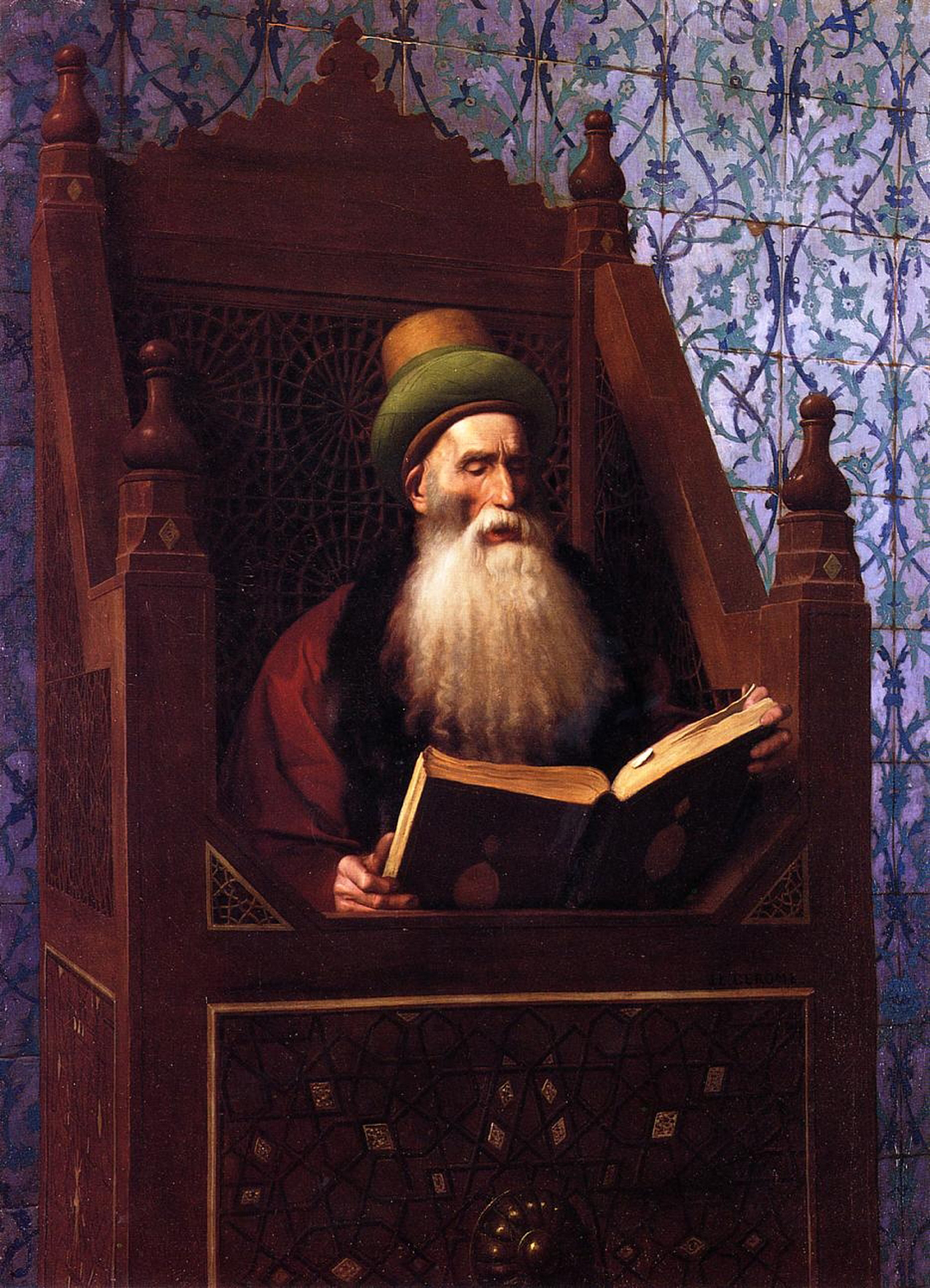
Mufti che legge sul suo sgabello di preghiera, c. 1900

### Opere non datate

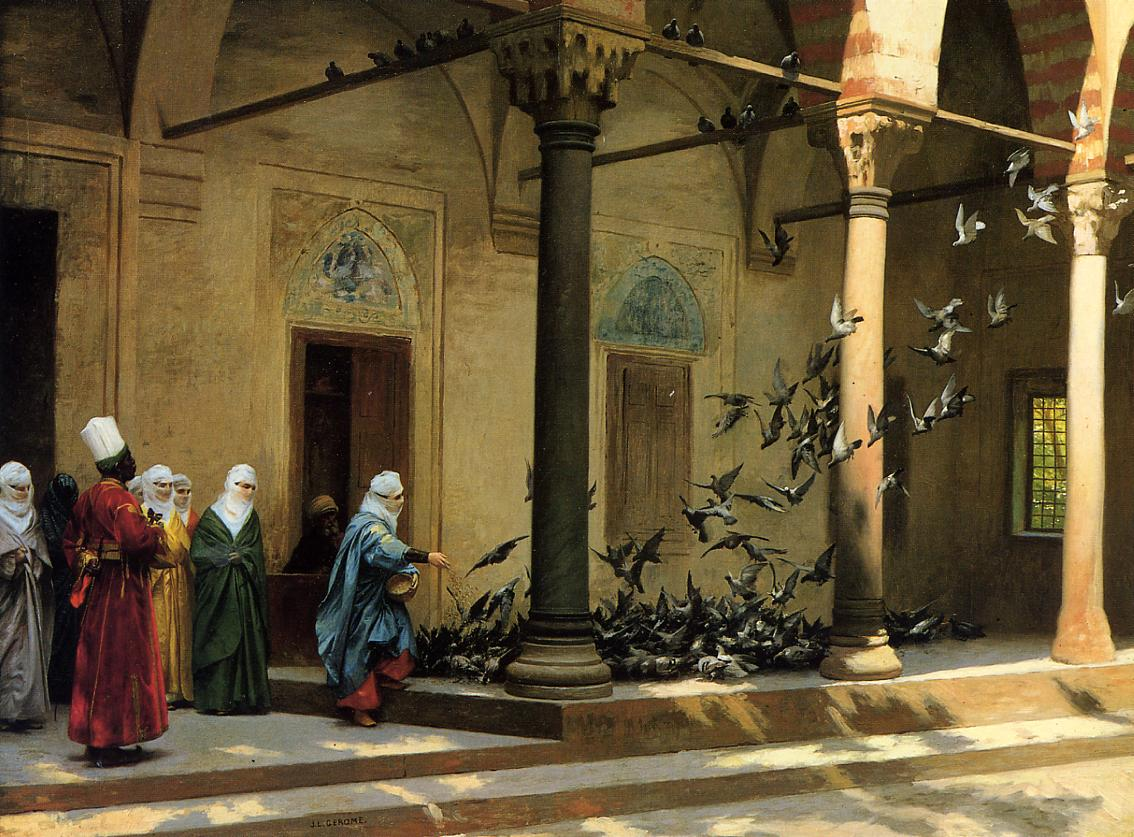
Donne nell'harem che danno da mangiare ai piccioni, data ?
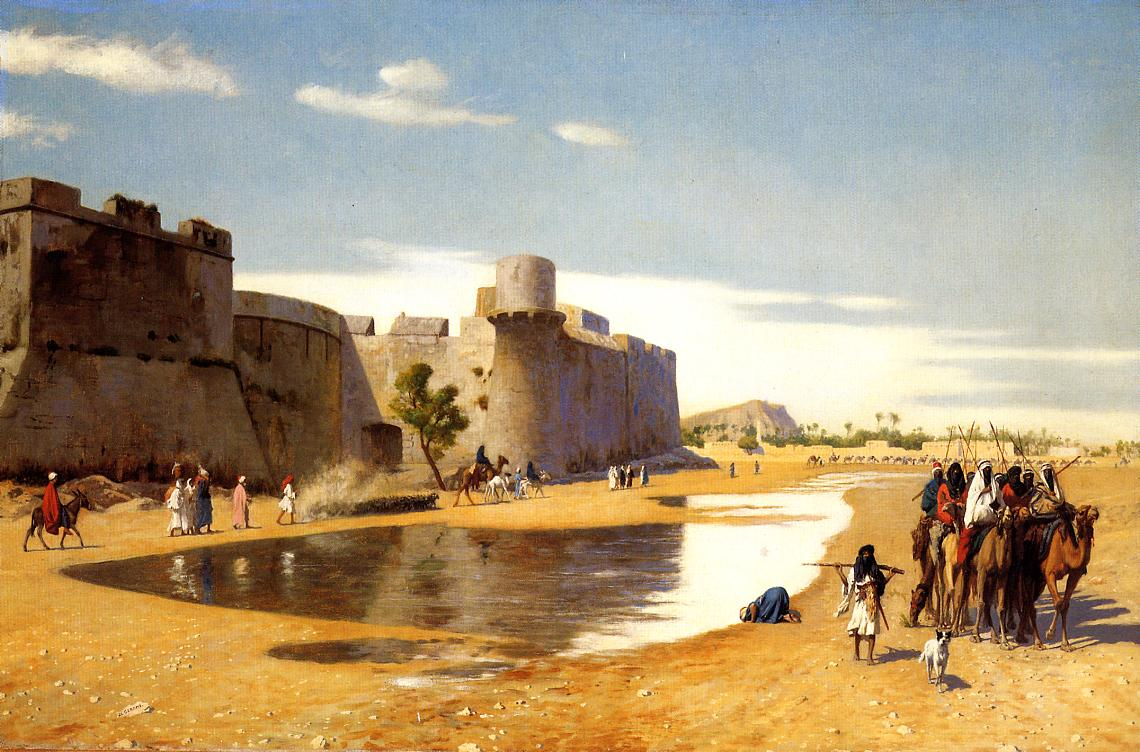
Carovana araba all'esterno di una città fortificata in Egitto, data ?
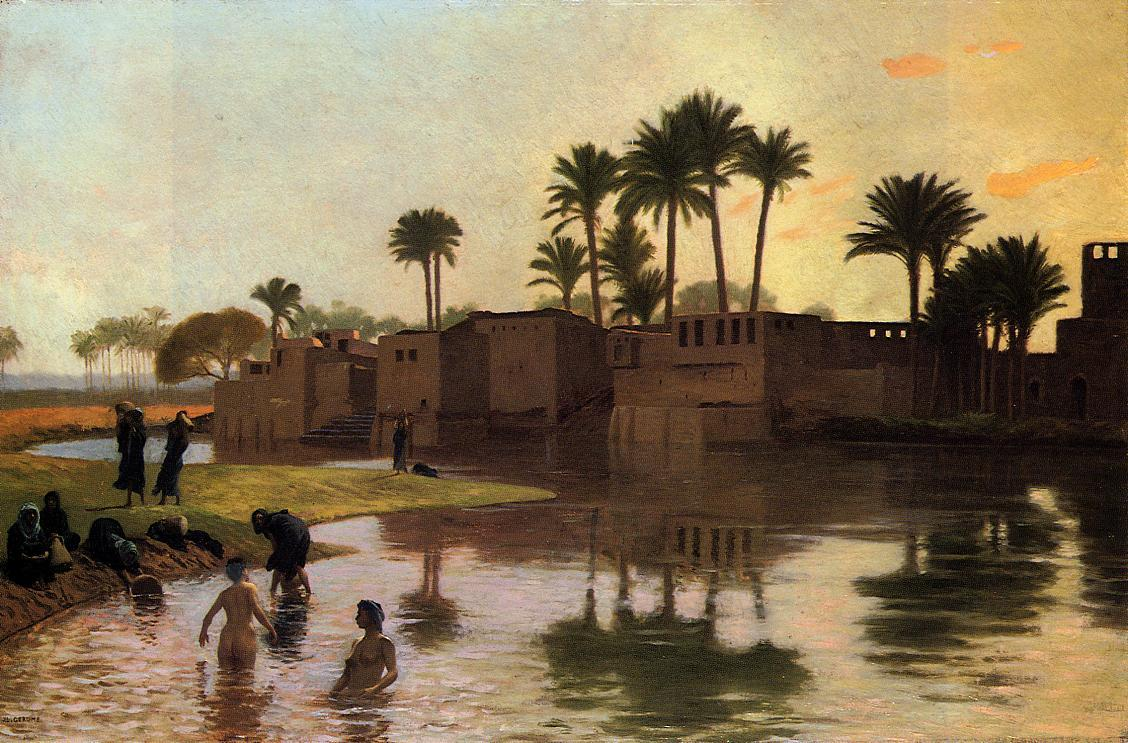
Bagnanti sul bordo di un fiume, data ?
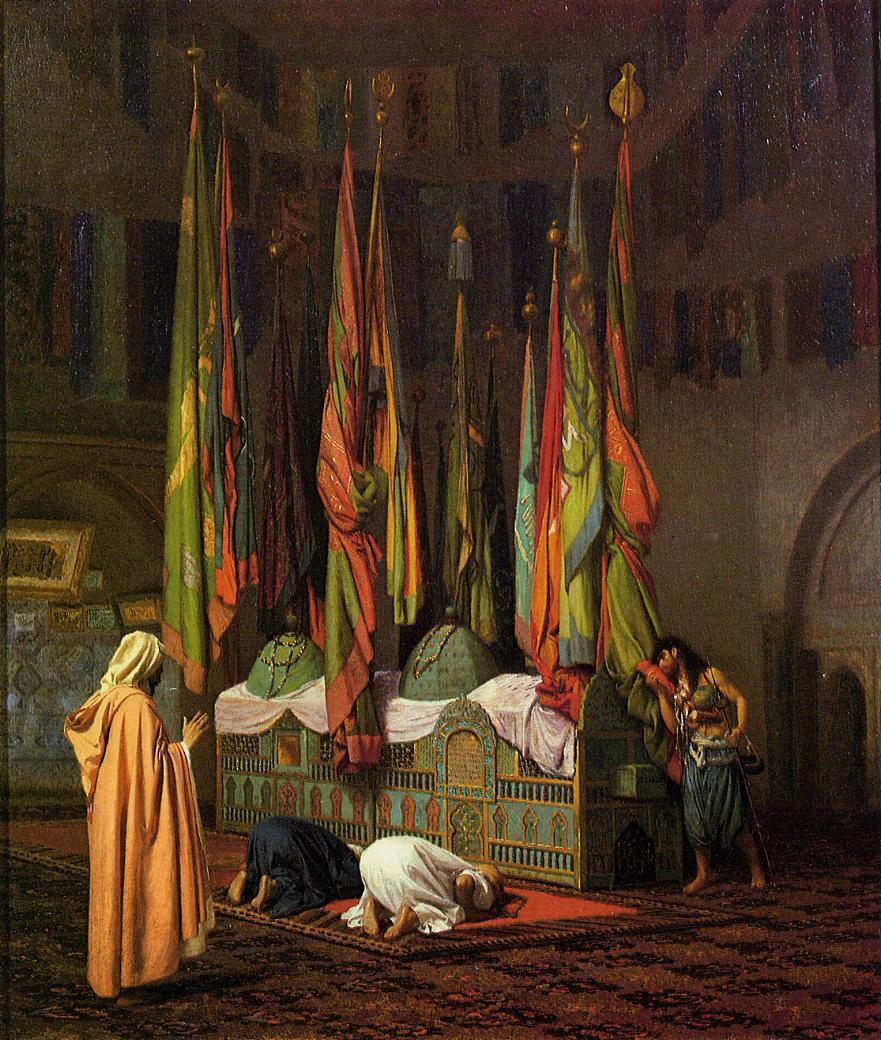
La tomba di Hazrat Imam, data ?
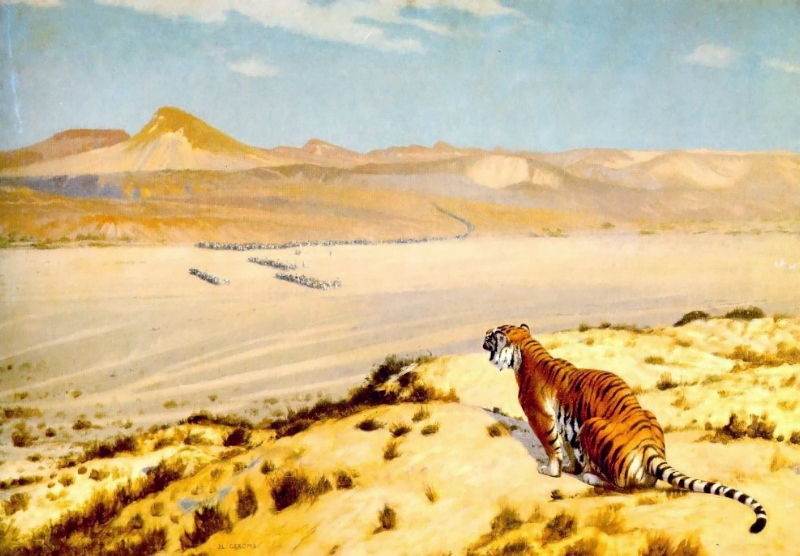
Tigre in guardia, data ?
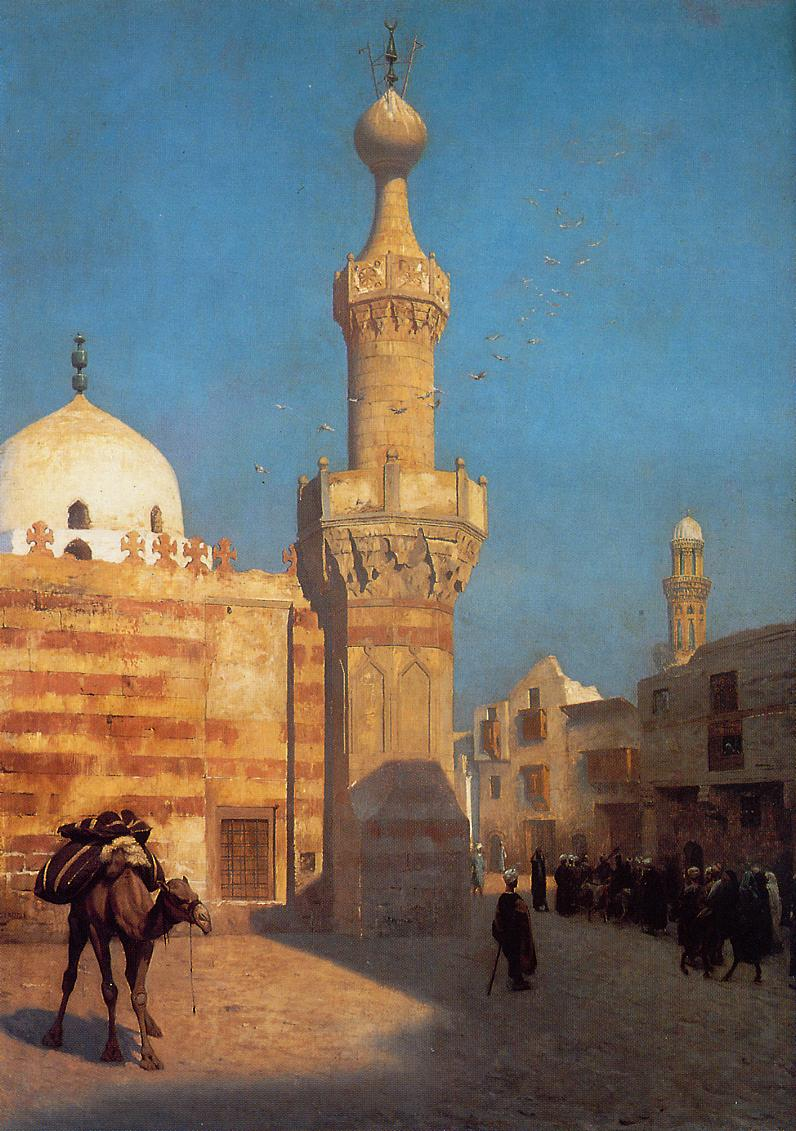
Una veduta de Il Cairo, data ?
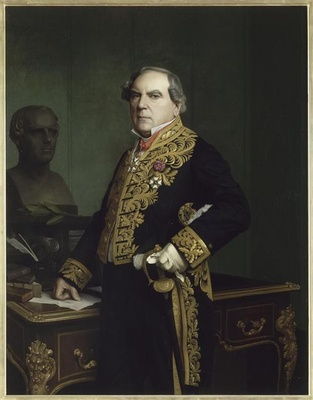
Amedeo Thierry, data ?
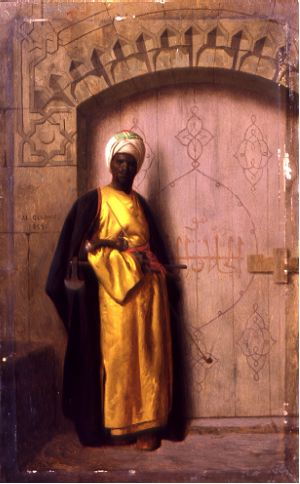
Guardia, data ?
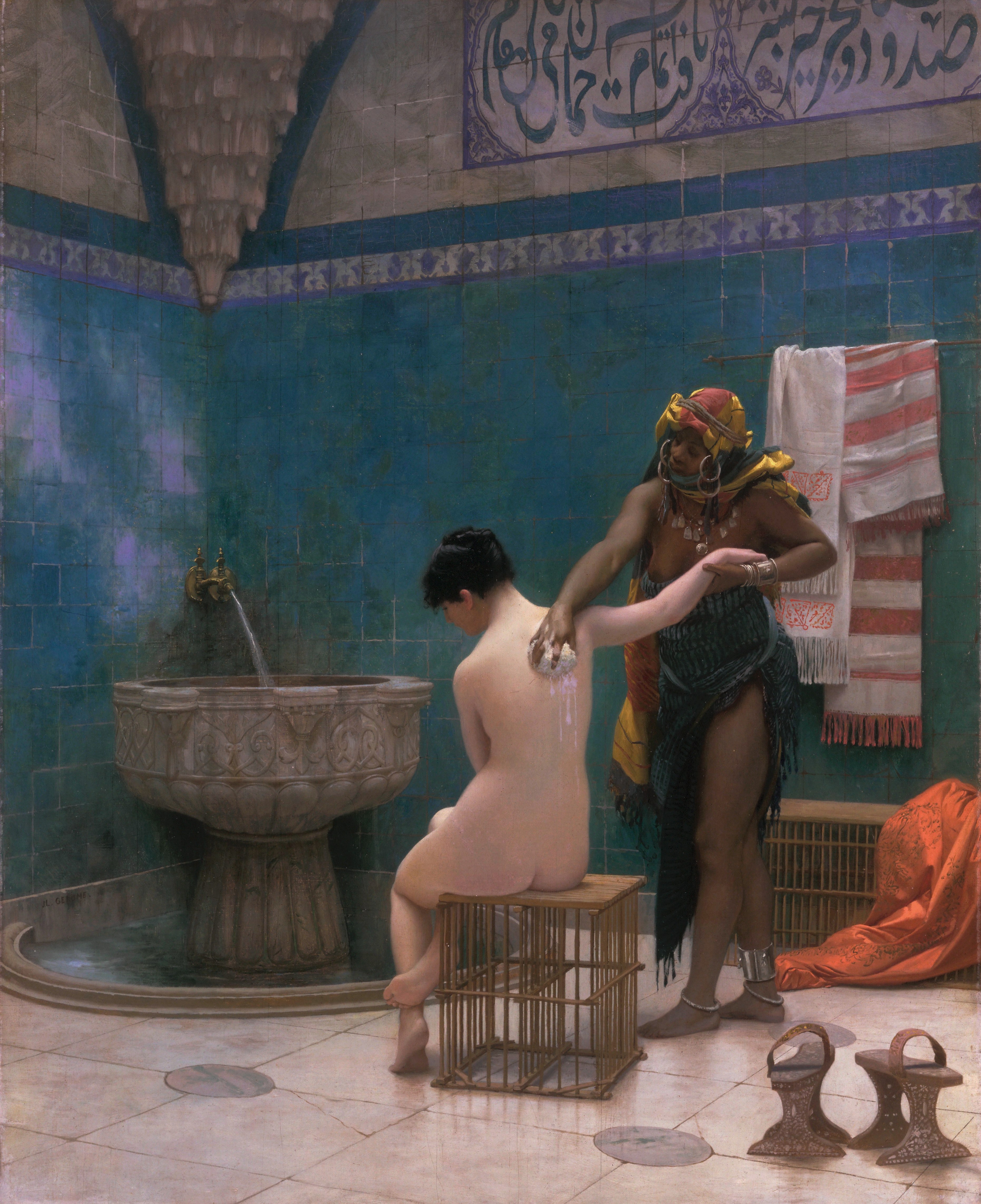
Bagno moresco, data ?
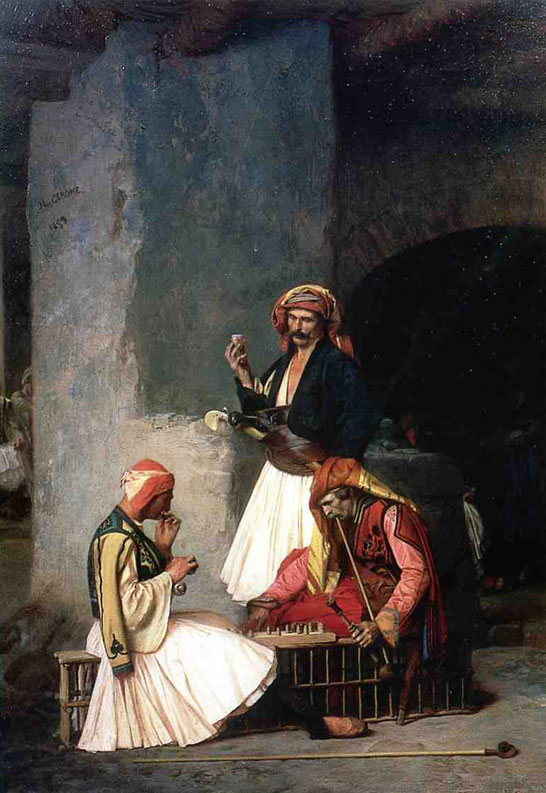
Giocatori di scacchi, data ?
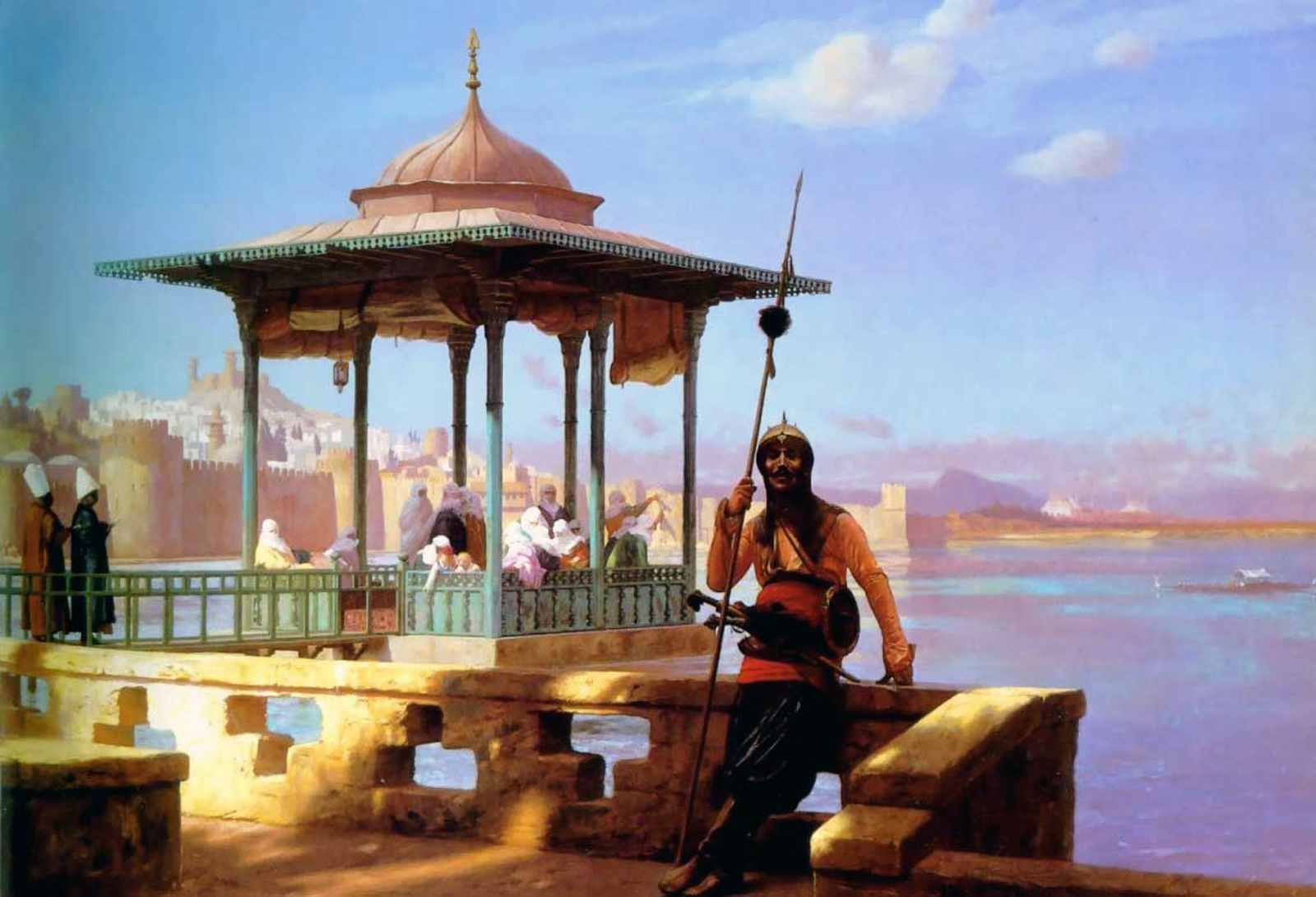
Harem in un chiosco, data ?
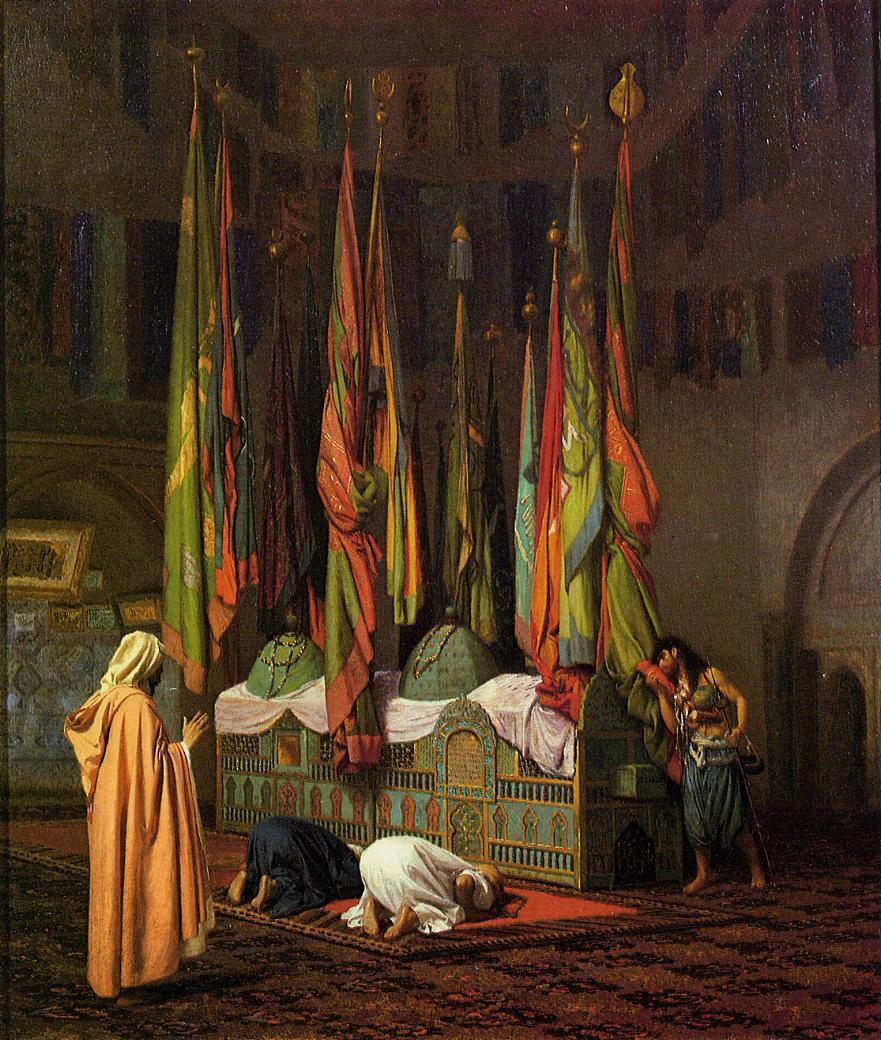
Tomba di Hazrat

## Onorificenze

### Onorificenze straniere
Prussia